# Mircea cel Bătrân
Mircea cel Bătrân (n. 1355, Curtea de Argeș, Argeș, România – d. 31 ianuarie 1418, Curtea de Argeș, Argeș, România) a fost domnul Țării Românești între 23 septembrie 1386 - noiembrie 1394 (sau mai 1395) și între ianuarie 1397 - 31 ianuarie 1418.
A fost fiul lui Radu I și fratele lui Dan I (dar numai după tată), căruia i-a urmat la tron. În actele oficiale apare ca „În Hristos Dumnezeu, binecredinciosul și de Hristos iubitorul și singur stăpânitorul, Io Mircea mare voievod și domn...”. În istoriografia română apare și sub numele Mircea cel Mare.
În timpul lui Mircea cel Bătrân, Țara Românească a ajuns la cea mai mare întindere teritorială din istoria sa. Acest fapt a adus cu sine și o întărire a autorității sale, exprimată în titulatura pompoasă (care încludea și titlul de despot „al țărilor lui Dobrotici”) și în reprezentarea numismatică. Podunavia din titlurile lui Mircea cel Bătrân era Timocul din Serbia de astăzi.

## Familia

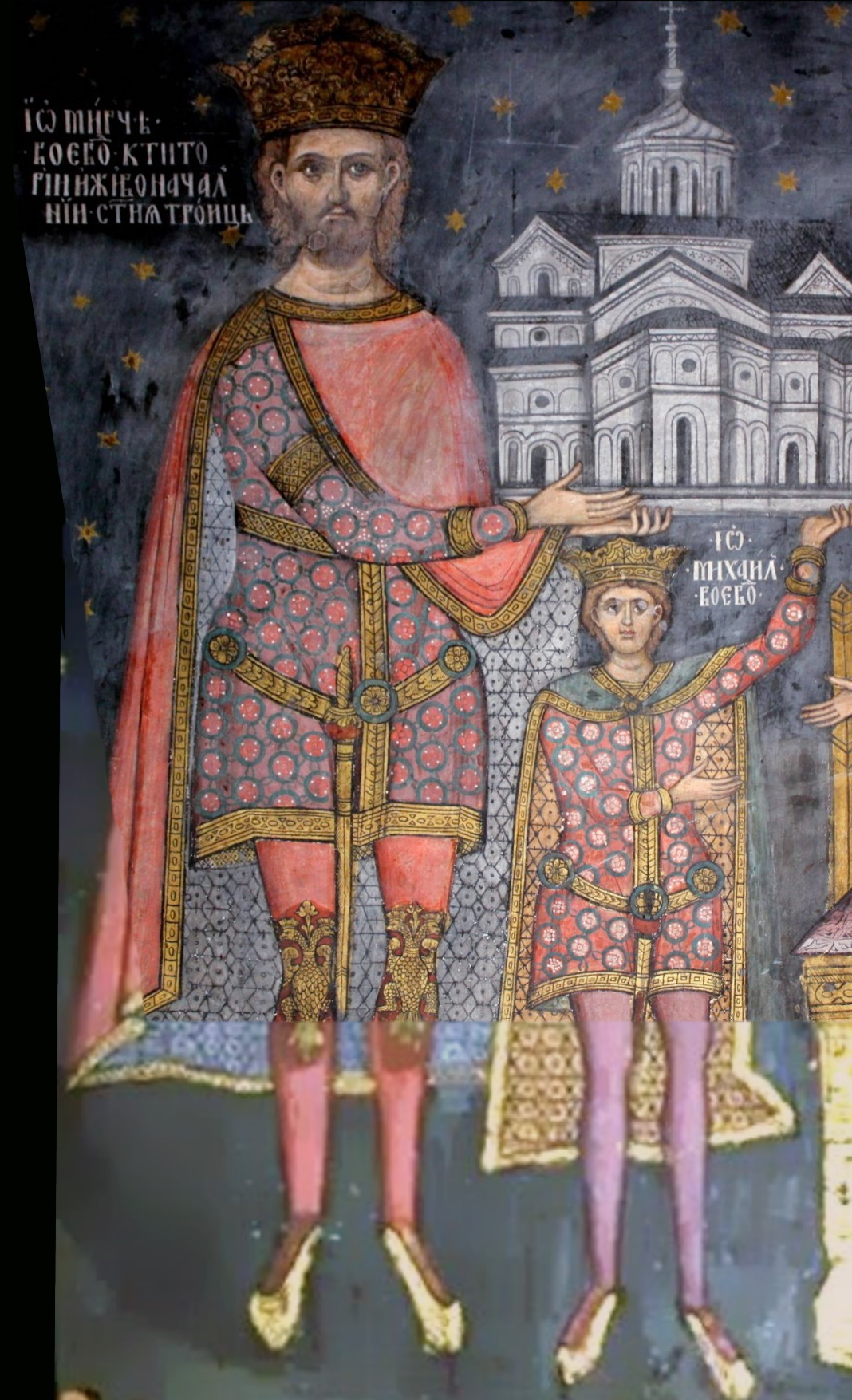
Mircea și Mihail în bolnița mănăstirii Cozia

Radu I a avut doi fii: pe Dan, mai mare, cu doamna Ana și pe Mircea, cu doamna Calinichia. P. P. Panaitescu a afirmat: „Dan și Mircea nu erau fii din aceeași căsătorie a tatălui lor.” Și mai departe: „Așadar Mircea și Dan nu erau frați buni...numele primei soții a lui Radu , Ana, care a fost maica lui Dan vodă, iar Calinichia era o altă persoană, a doua doamnă a lui Radu.” Asupra originii doamnei Calinichia există mai multe păreri între istorici. Între principalele teze, sunt de amintit următoarele:
- Doamna Calinichia este a patra fiică a cneazului Lazăr al Serbiei, potrivit unei cronici sârbești târzii (din secolul al XVII-lea). Totuși, cea de-a patra fiică a cneazului s-a căsătorit cu Nicolae de Gara în 1387.[8]
- Doamna Calinichia este, în opinia lui Nicolae Iorga, o prințesă bizantină, pentru că numele ei este grecesc și de la ea ar fi moștenit Mircea titlul de despot.[9] P. P. Panaitescu argumentează că acest nume este unul monastic ortodox, iar Mircea este despot în virtutea stăpânirii sale în Dobrogea.[10]
- Doamna Calinichia este una și aceeași persoană cu doamna Ana, schimbându-și numele în momentul călugăririi.[11]
- Doamna Calinichia este originară dintr-o familie boierească din Oltenia, judecând după întinsele moșii pe care le deține acolo.[7][12]

Se pare că Mircea a avut un frate mai mic, jupan Staico, menționat într-un singur document de danie al domnitorului pentru mănăstirea Snagov; Staico dăruiește mănăstirii satul Ciulinița de pe Buzău.
Soția lui Mircea a fost doamna Mara, al cărei chip se păstrează pe tabloul votiv de la schitul Brădet. Știri directe asupra ascendenței acesteia nu au parvenit, însă prin interpretarea altor documente, în care este înfățișată ca mare proprietară de terenuri lângă lacul Balaton în Ungaria, majoritatea specialiștilor acceptă descendența acesteia din familia de Cilly, de origine germană, venită în Ungaria din Carintia. Prin aceasta s-ar explica în plus anume afirmații în legătură cu înrudirea dintre Mircea și Vladislav al II-lea Iagello, acesta din urmă căsătorit a doua oară cu Ana de Cilly. Cu regele polon Mircea mai avea două legături îndepărtate de rudenie, pornite de la Nicolae Alexandru. Doamna Mara a murit înainte de 1427, însă la 22 iunie 1418 încă mai era în viață.
Pomelnicele mănăstirilor Tismana și Arnota menționează o a doua soție a lui Mircea, doamna Anca.
Mircea a avut mai mulți fii, căci - spun Ducas și Chalcokondil - „ducând o viață liberală, a avut mulți copii naturali”, „care după moartea lui s-au apucat să se lupte între ei pentru domnie”. Mihail, asociat la domnie în 1418, moare în 1420. Alți urmași, care au ajuns pe tronul Țării Românești, sunt Radu Praznaglava (d. 1427), Alexandru Aldea (d. 1436) și Vlad Dracul (d. 1447), acesta din urmă fiind  tatăl lui Vlad Țepeș. Un fiu cu nume necunoscut a fost luat ostatec la turci în 1417. În cronici mai sunt pomenite două fiice ale lui Mircea: Ana (căsătorită cu marele celnic Radić) și încă o fată, Arina (căsătorită cu sultanul Musa Celebi).
Dintre nepoții de frate a lui Mircea, fiii lui Dan I, sunt de amintit Dan al II-lea care va ajunge să și domnească, Ioan aflat în 1397 la Ragusa (Dubrovnik) și probabil Vlad Uzurpatorul. Anumiți istorici îl consideră pe Vlad ca fiind fiul lui Radu, deci frate cu Mircea.

## Originea supranumelui de „cel Bătrân”
Numele lui însemna „Mircea cel Vechi” (din bătrâni, din trecut), dar odată cu evoluția limbii a ajuns să-și piardă sensul inițial, pentru că numele în sine s-a păstrat neschimbat. Supranumele „cel Bătrân” (în slavonă: starîi) presupune, în general, în limbajul de cancelarie medieval primul domnitor cunoscut cu acest nume. Întrucât în Țara Românească nu se obișnuia numerotarea domnilor, ca în Occident, Mircea a primit acest nume postum pentru a fi deosebit de nepotul său Mircea al II-lea și de Mircea Ciobanul, care a domnit în secolul al XVI-lea.

## Domnia lui Mircea
Mircea urcă pe tron după moartea fratelui său Dan, petrecută la 23 septembrie 1386. El găsește Țara Românească în plin proces de dezvoltare datorită politicilor înțelepte promovate de înaintașii săi și va continua consolidarea economiei, armatei, administrației și Bisericii.
Rezultatele obținute i-au permis să reziste tendințelor de expansiune ale Regatului Ungar și ale Poloniei, care urmăreau în special controlul asupra gurilor Dunării și să stăvilească forțele otomane aflate în plină expansiune în Balcani.

### Politica internă
Mircea a stăpânit un teritoriu întins, pe care l-a organizat într-o formă centralizată. L-a asociat la domnie pe fiul său cel mai mare, Mihail I, înainte de 27 decembrie 1391.
Economia țării a fost întărită prin măsuri privind sistemul de impozite și taxe, prin emiterea de monedă în cantități suficiente și cu valori potrivite, precum și prin stimularea schimburilor comerciale cu țările vecine cu care încheie tratate și privilegii în acest sens. S-au înființat noi surse de venit în urma deschiderii minelor de aramă, în timp ce producțiile de cereale, animale și sare cresc.
Administrația a fost organizată centralizat, punându-se accentul pe sfatul boieresc alcătuit în principal din dregătorii curții. De asemenea, se înmulțește numărul funcționarilor însărcinați cu adunarea impozitelor și judecarea pricinilor și le sunt stabilite clar jurisdicția precum și datele pentru strângerea dărilor.
Armata a fost organizată în „oastea cea mare”, alcătuită în principal din țărani, și oastea cea mică sau curtea. Este de semnalat faptul că Mircea păstrează dreptul de oaste asupra satelor scutite și se pare că reactivează această obligație pentru ohabele create de domnii anteriori. În paralel, înzestrează armata cu arme și întărește sau înființează cetăți în punctele strategice ale țării.
Mircea a ctitorit o serie de mănăstiri și biserici pe întreg cuprinsul țării, care vor deveni în timp centre de cultură prin activitatea copiștilor și caligrafilor, precum și prin crearea școlii de pictură religioasă și activitatea zugravilor acestora. În 1401, mitropolitul Țării Românești a primit titlul de „exarh al plaiurilor”, având astfel jurisdicție și asupra credincioșilor din Ardeal.

### Politica externă

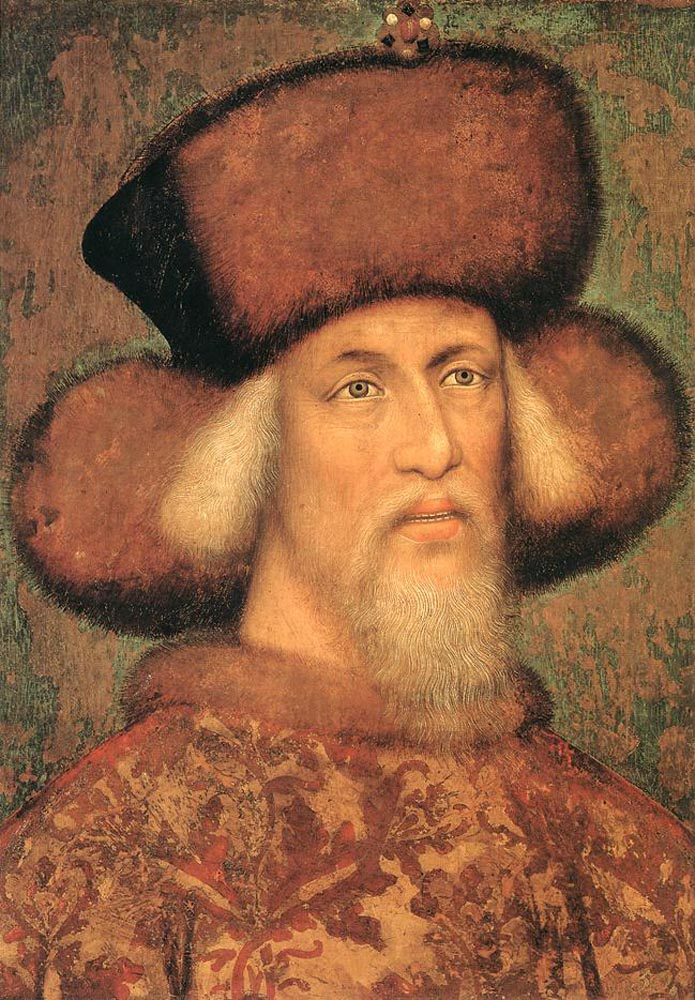
Sigismund de Luxemburg

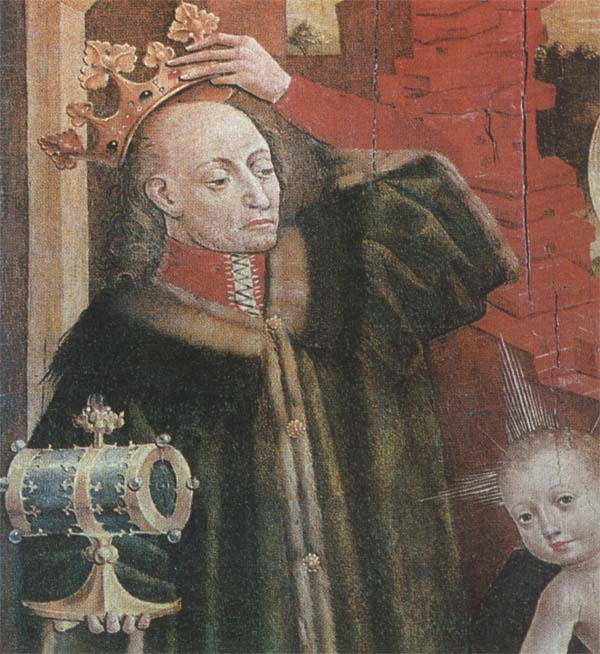
Vladislav al II-lea al Poloniei

În timp ce organiza țara, Mircea a fondat și alianțe solide pentru a-și mări șansele de a păstra independența țării. A păstrat relații strânse cu Sigismund de Luxemburg, regele Ungariei, bazate pe interesul reciproc în lupta împotriva extinderii Imperiului Otoman. Trebuie menționat faptul că Mircea a fost vasalul regelui ungar, care i-a recunoscut ca feude ducatele Făgăraș, Amlaș și Banatul de Severin; în plus i-a mai acordat castelul Bran și cetatea Bologa cu 18 sate. Cu toate că jurământul de credință nu s-a păstrat până în zilele noastre, aluzii la existența acestuia se regăsesc în tratatul de ordin politic și militar între cele două țări, încheiat la Brașov în 1395. Tratatul încheiat la Brașov de Mircea cel Bătrân cu regele Sigismund la 7 martie 1395 conține clauze reciproce pe picior de egalitate: „Nos, Mirchya, vaivoda Transalpinus, dux  de Fugaras et banus de Zeuerin” - așa începe actul latinesc păstrat (în Arhiva Națională a Ungariei), care amintește apoi de Sigismund: „a arătat față de noi osebita bunăvoință a maiestății sale, de când ne-am cunoscut <precum și> prielnicul și prietenescul său sprijin...”
Domnitorul muntean a stabilit o alianță cu voievodul Petru Mușat al Moldovei încă din 1389. Prin intermediul lui Petru I, domnul Moldovei, a reușit în 1389 să încheie cu regele Vladislav al II-lea al Poloniei o alianță  îndreptată împotriva lui Sigismund de Luxemburg, în cazul în care acesta din urmă ar fi pornit un război cu una din cele două țări. Tratatul a fost înnoit în 1404, cu termeni mai puțini preciși. După întrevederea din 1406 de la Severin, în care regele Sigismund i-ar fi cerut lui Mircea cetatea Licostomo (Chilia Veche), relațiile dintre Ungaria și Țara Românească se înrăutățesc. Pentru a contracara o eventuală campanie militară a regelui ungar, domnul muntean reînnoiește în 1410 tratatul cu Polonia.
În 1400, Mircea l-a îndepărtat de la tronul Moldovei pe Iuga Ologul și l-a impus ca domn pe Alexandru cel Bun, fiul lui Roman Mușat. Până la moartea voievodului muntean, relațiile dintre cele două țări au rămas cordiale.
Mircea a mai întreținut relații de bună vecinătate și cu regii/țarii din sudul Dunării. În perspectiva căderii Dobrogei sub stăpânirea otomană, ceea ce i-ar fi adus inamicul în zona porturilor dunărene, Mircea preia inițiativa și o alipește Țării Românești în 1388.

#### Conflictul cu Imperiul Otoman

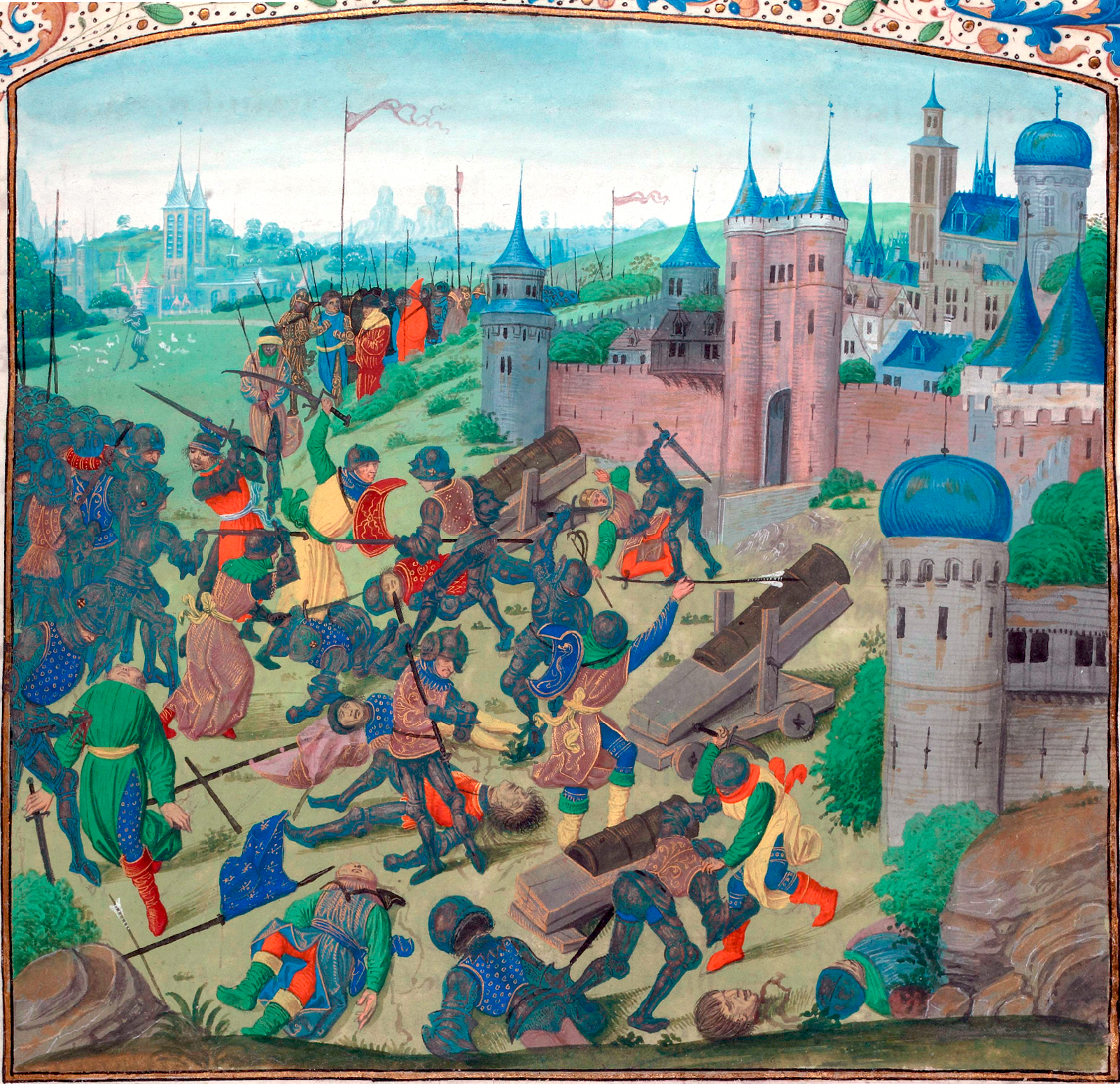
Bătălia de la Nicopole. Miniatură din cronica lui Jean Froissart, 1398

Mircea a intrat în conflict cu Imperiul Otoman din cauza intervențiilor sale în sprijinul popoarelor creștine din sudul Dunării. În 1395, Baiazid I (zis și Ildîrîm sau Fulgerul) a trecut Dunărea în fruntea unei forțe însemnate (aprox. 40.000 de soldați, după unii autori). Mircea bazându-se pe o armată mai mică (aprox 12.000 de soldați), neputându-se opune într-o luptă deschisă, a ales o tactică de hărțuire. În ziua de 17 mai 1395 (după alte surse 10 octombrie 1394), armata Țării Românești înfrânge avangarda otomană într-un loc mlăștinos și împădurit, numit Rovine. Bătălia nu este decisivă, căci Mircea cel Bătrân, după o luptă dată lângă Argeș, pierde tronul și se retrage în Transilvania. Strategia militară abordată de către acesta precum și tactica retragerii îi aduce o oarecare faimă între conducătorii acelei vremi. În Țara Românească, turcii îl așază în scaun pe un anume Vlad, care va fi înlăturat de către Mircea abia în 1397, cu ajutor militar din partea lui Sigismund de Luxemburg.
În 1396 Mircea, în calitate de principe creștin vasal regelui maghiar, participă la cruciada anti-otomană inițiată de o parte a capetelor încoronate și o parte a nobilimii occidentale și condusă teoretic de regele maghiar. După câteva succese minore, cruciada s-a încheiat lamentabil cu dezastrul de la Nicopole din 25 septembrie. Oastea valahă, formată din cavalerie ușoară, nefiind invitată să ia parte la șarja cavaleriei grele, se retrage fără a intra în luptă.
În scrierea istoricului grec Dionisie Fotino este descrisă bătălia de la Nicopole: „Baiazet,...devastând Bulgaria, s-a apropiat de marginile Dunărei, către Nicopole. Acolo i-a eșit înainte Sigmund Domnul Transilvaniei, și generalissimul regelui Ungariei Sigismund, cu mulțime de oștire compusă din Unguri, Transilvani, Germani și două mii nobili din Franța, cari veniseră cu comitele de Nevers în ajutoriu. Dar Baiazet, neîngrozindu-se a căzut asupra lor, și atâta vărsare de sânge a făcut, în cât a sfărâmat cu totul oștirile aliate, și Sigmund abia a scăpat cu o barcă pescărească.” Este de menționat că Dionisie Fotino îl denumește pe Mircea cu numele Mircea I Bassarab, „carele s'a făcut deplin domnitor al Țerei Muntenesci, adecă atât peste cele 13 județe (împreună cu al Brăilei) cât și peste cele 5 ale Banatului Craiovei de peste Olt.”(Dionisie Fotino, op. cit. p. 16).

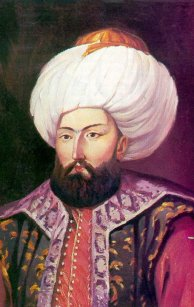
Mahomed I

Anul următor, în 1397, pe râul Ialomița, precum și în anul 1400, Mircea cel Bătrân zdrobește categoric două incursiuni otomane ce se întorceau peste Dunăre din expediții de jaf în Transilvania.
Înfrângerea sultanului Baiazid I de către Timur Lenk (Tamerlane sau Timur cel Șchiop) la Ankara în vara lui 1402 a deschis perioadă de anarhie în Imperiul Otoman, ca urmare Mircea a organizat împreună cu regele maghiar o campanie împotriva turcilor. În 1404 Mircea a reușit să se impună din nou drept conducător peste Dobrogea. Mai mult, el a luat parte la lupta pentru tronul  imperiului otoman și l-a ajutat, prin sprijin militar, pe Musa Celebi (fiul lui Baiazid I) să devină sultan (pentru o perioadă scurtă), după moartea căruia a sprijinit și alți pretendenți (în 1416 pe Mustafa Celebi, frate al lui Musa, apoi pe șeicul Bedr-ed-Din). În anul 1409 Musa a venit în Țara Românească, fiind primit de Mircea. În anul următor, cu ajutor de la domnul român și de la despotul Serbiei, Ștefan Lazarevici, forțele lui Musa au învins pe cele ale fratelui său Soliman (Suleiman), ucis după ce fugise de pe câmpul de luptă. La 17 februarie 1411, Musa era proclamat sultan la Edirne (Adrianopol).
Cu toate acestea, sultanul Mahomed I reușește să-și înfrângă oponenții și plănuiește o expediție de pedepsire a voievodului valah.

### Sfârșitul domniei
Pentru a evita campania sultanului, Mircea semnează spre sfârșitul domniei (1415 sau 1417) un tratat de pace cu Imperiul Otoman, care recunoștea libertatea Valahiei în schimbul unui tribut anual de 3.000 de piese de aur. Totodată, domnul român a fost obligat să trimită turcilor un fiu ostatic drept garanție.
Mircea cel Bătrân a încetat din viață la 31 ianuarie 1418, fiind înmormântat la ctitoria sa de la Cozia, la 4 februarie același an. La domnie a urmat fiul său Mihail I, asociat încă din 1408.
„Principe între creștini cel mai viteaz și cel mai ager”, așa cum a fost numit de către istoricul german Leunclavius, Mircea cel Bătrân a domnit peste Țara Românească timp de 32 de ani. Pe plan intern, domnitorul s-a dovedit un bun gospodar, prin măsurile economice înțelepte pe care le-a luat, și un adevărat creștin, lăsând în urma sa mai multe locașe de cult. Pe lângă succesele militare, Mircea a fost un strălucit diplomat, atât în relațiile cu Ungaria și Polonia, cât și cu Imperiul Otoman, căruia i-a determinat o bună bucată de timp situația internă. Reușind să împiedice în mod eficient expansiunea otomană în nordul Dunării, Mircea cel Bătrân devine o figură proeminentă a luptei creștinilor din Balcani.

## Țara Românească în timpul domniei lui Mircea cel Bătrân

### Teritoriile stăpânite de Mircea cel Bătrân

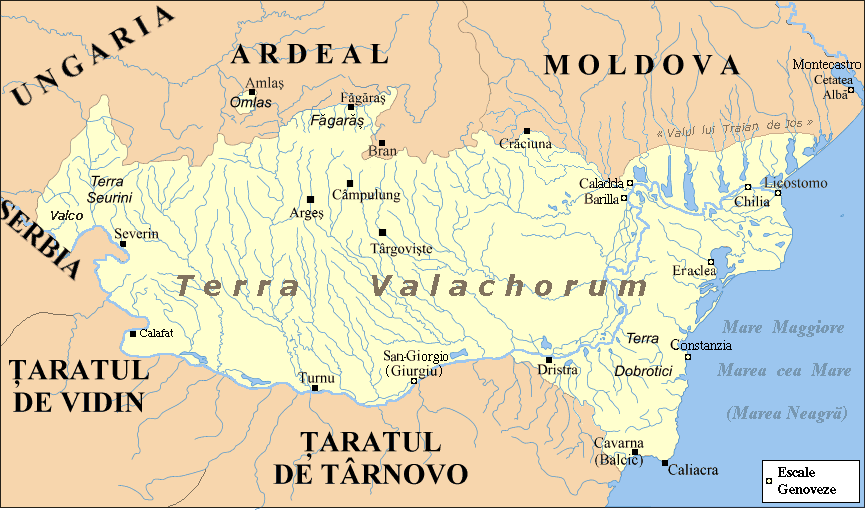
Țara Românească în timpul lui Mircea cel Bătrân (întindere maximă după 1404)

Granițele Valahiei s-au schimbat deseori până la mijlocul secolului al XVI-lea, însă în timpul domniei lui Mircea Țara Românească a ajuns la întinderea teritorială maximă din Evul Mediu: de la Olt în nord la Dunăre în sud și de la Porțile de Fier în vest până la Marea Neagră în est.
Titulatura domnească prezentă în actele rămase de la Mircea cel Bătrân poate oferi o cronologie aproximativă a întinderii teritoriale valahe, căci, potrivit istoricului Anca Ghiață, „o cronologie strictă a stăpânirii Țării Românești ținând seama numai de prezența sau absența unor formule în titulatura domnitorilor nu poate fi unicul criteriu în deslușirea realităților istorico-teritoriale”. Pentru a completa imaginea de ansamblu, trebuie cercetate și actele de danie, dovezile arheologice, cronicile (cu precădere contemporane) etc.
Cel mai lung titlu al lui Mircea apare din 1406 până la sfârșitul domniei sale, sub forma: „Eu, întru Hristos Dumnezeu binecredincios și binecinstitor și de Hristos iubitor și autocrat, Io Mircea mare voievod și domn din mila lui Dumnezeu și cu darul lui Dumnezeu, stăpânind și domnind peste toată Țara Ungrovlahiei și a părților de peste munți, încă și către părțile tătărești și Amlașului și Făgărașului herțeg și domnitor al Banatului Severinului și pe amândouă părțile pe toată Podunavia, încă până la marea cea mare și stăpânitor al cetății Dârstorului”.

#### Banatul de Severin
Mircea este și domn al Banatului Severinului (din 1388/9). Într-un document din 20 iunie 1400 Severinul nu mai apare în titulatura lui Mircea, însă, doar pe baza acestui fapt, nu se poate concluziona cu certitudine că banatul i-ar fi fost luat înapoi de către regele Ungariei. De-a lungul stăpânirii lui Mircea în această parte, s-au succedat o serie de bani: boierii Stănilă, Radul, Dragomir, Drăgan și Aga. Aceștia se pare că erau dregători militari, cu atribuții administrative și judecătorești locale. La sfârșitul anului 1406, la Severin a avut loc o întâlnire între Mircea și Sigismund de Luxemburg. „Întâlnirea dintre Sigismund și Mircea - a presupus P. P. Panaitescu- trebuie să fi fost în legătură și cu instalarea comitelui florentin în Banat și întărirea Orșovei la marginea Țării Românești”.
De remarcat faptul că pentru început acest teritoriu a fost lăsat cu neîncredere sub stăpânirea lui Mircea. Din 1388 și până în 1393 au continuat să existe bani de Severin numiți de regele ungar, însă aceștia rezidau în Banatul Timișoarei. După bătălia de la Rovine, convingându-se că poate lăsa cu încredere feudele ardelene și Banatul de Severin sub cârmuirea lui Mircea, Sigismund suspendă funcția de ban de Severin. Această situație va dura până la 1428.

#### Podunavia
Titlurile purtate de Mircea cel Bătrân conțin și Podunavia: „ Io Mircea mare voievod și domn din mila lui Dumnezeu și cu darul lui Dumnezeu, stăpânind și domnind peste toată Țara Ungrovlahiei și a părților de peste munți, încă și către părțile tătărești și Amlașului și Făgărașului herțeg și domnitor al Banatului Severinului și pe amândouă părțile pe toată Podunavia..." Localizarea Podunaviei în zona Timocului a fost susținută și în lucrări recente
În Timoc trăiau mulți români ceea ce explică utilizarea titlului de Podunavia de către unii domnitori munteni din secolele următoare. Tradiția populară a reținut construirea Mănăstirii Coroglași în Timoc de către Mircea cel Bătrân.

#### Amlașul și Făgărașul

Ducatele Amlaș și Făgăraș

Întocmai ca și în cazul Banatului de Severin, profitând de scurta anarhie din Regatul Ungar, Mircea a preluat Amlașul și Făgărașul în virtutea vechiului drept de moștenire de la Vladislav I. Sigismund de Luxemburg le-a lăsat sub stăpânirea vasalului său, deși cu neîncredere până la bătălia de la Rovine.
Cele 12 documente date pentru Țara Făgărașului permit să se stabilească granițele acestei feude: în nord Oltul (Mircea se intitulează într-un act: „domn al Țării Făgărașului până la Olt”), în sud se învecina cu Țara Românească. Cel mai vestic sat menționat în documente este Scoreiul (1391), însă Petre P. Panaitescu nu exclude ca și Porumbacu să fi făcut parte din Țara Făgărașului, ținând seama de elementele de relief care puteau constitui granița de est a feudei. Pe aceleași baze, granița estică a fost stabilită cu aproximație pe culmile ce despart Țara Oltului de Țara Bârsei (Munții Perșani, Munții Măgura Codlei). Cele mai estice sate menționate în documentele păstrate sunt Cuciulata, Dopca și Fântâna.
Se constată o unificare a administrației, stării sociale, bisericii și dărilor din Țara Făgărașului cu cele din Țara Românească. Boieri munteni stăpâneau moșii în Făgăraș, la fel cum boieri locali, români, primiseră și ei danii acolo de la domnitorul Țării Românești. Cu toate acestea, Sigismund de Luxemburg, ca senior, își păstra toate prerogativele stăpânirii pe teritoriul ducatului făgărășean. Spre exemplu, în 1397 dă porunci și ține scaun de judecată pe când se afla în Făgăraș.
Amlașul este și el bine delimitat în două acte din 1366 și 1383. Ultimul indică următoarele hotare: muntele Berch, Apoldul de Sus, râul Hepsich zis Virdupatec, râul Amlaș, Firthysdorf (dispărut), râul Wecherd, Saporcha (Topârcea), muntele Nykusberg sau Mikloshege, Chirna voda, satul Feketeviz (Săcel), apa Chirvod Olachorum, râul Kisyrval, semita Olachorum, șanțul boilor zis Tysgrad, râul Bidenbach și satul Varalya (Orlat). Așadar acest domeniu cuprindea cinci sate românești (Săliște, Galeș, Vale, Sibiel și Cacova) și castelul Amlaș.
Ducatul Făgărașului, ca și Amlașul, nu avea legături bune ori directe cu Țara Românească, astfel încât, pentru trimiterea corpurilor de oaste, Mircea trebuia să apeleze la voievodul Ardealului și să tranziteze pe teritoriul stăpânit de acesta.

#### Cetatea Bran
Cetatea Bran i-a fost oferită lui Mircea de către Sigismund în 1395. Va rămâne sub stăpânirea Țării Românești până în timpul lui Mihail I, când, pe 7 iunie 1419, în urma numeroaselor proteste ale brașovenilor împotriva castelanilor munteni, cetatea este luată înapoi de regele ungar.

#### Cetatea Bologa
Între 1399 și 1410 Mircea cel Bătrân a mai stăpânit în Ardeal și cetatea Bologa. Aceasta i-a fost acordată de către regele Sigismund fie după lupta de la Nicopole, fie în preajma lui 1398. Există o singură mențiune documentară a acestei stăpâniri, datând din 23 ianuarie 1399.

#### Granița dinspre Moldova
În privința graniței dintre Moldova și Țara Românească (sectorul dintre Carpați și Prut) au existat două teorii de-a lungul timpului. Prima dintre ele considera că ținutul Putnei a aparținut Munteniei, în timp ce a doua, larg acceptată de către istorici în ziua de azi, considera că încă din timpul lui Mircea granița se afla pe Milcov și Siret.
Prima teorie avea ca argumente mai multe mențiuni istorice. În 1408, Alexandru cel Bun acordă un privilegiu negustorilor din Liov în care menționează că acei care vor merge către Țara Românească vor plăti taxă „la graniță, la Bacău... vama de graniță, fie la Bacău, fie la Bârlad” (traducerea lui B. P. Hasdeu). Prin urmare nu numai Putna, dar și Tecuciul și Covurluiul erau sub stăpânirea domnului muntean. De asemenea, în 1482, potrivit cronicarului Ureche, pe 10 martie voievodul Ștefan cel Mare a luat cetatea Crăciunei, cu ținutul tot, din mâinile muntenilor, alipindu-le Moldovei. Mai mult, o interpolare ulterioară cronicii lui Ureche arată că în 1475 „aducând și pre ai săi boieri și oameni de cinste de au vorovit și au tocmit, de au despărțit din Milcovul cel Mare, o parte de pârâu ce vine pre lângă Odobești și trece de dă în apa Putnei și până astăzi este hotarul țării Moldovei și al Țării Românești acel pârâu ce se desparte din Milcovul cel Mare. Iară mai înainte au fost având țările amândouă pricină, că Țara Românească vrea să fie hotarul său până în apa Trotușului, iar moldovenii nu-i lasă, până au vrut Dumnezeu de s-au tocmit așa”.
P. P. Panaitescu a analizat aceste argumente în monografia sa dedicată lui Mircea cel Bătrân, demontându-le și dovedind că granița se afla pe Milcov.
În primul rând observă că Hasdeu a tradus greșit cuvântul slavon краи prin graniță în loc de margine. În lumina acestei corecturi, istoricul precizează că în acele vremuri vămile se plăteau mai ales în târguri. Bacăul și Bârladul fuseseră alese ca târguri de margine, întrucât nu mai erau alte asemenea așezări până la granița munteană (Galați nu era încă târg). În continuare prezintă câteva documente moldovenești care indicau stăpânirea moldovenească în acele ținuturi încă din vremea lui Alexandru cel Bun.
Referitor la pasajele din Grigore Ureche, precizează că acesta a scris în secolul al XVII-lea, în vreme ce letopisețele slavone contemporane nu pomenesc nimic despre luarea ținutului din jurul Crăciunei, ci numai a cetății înseși. Mai mult, acest act este de fapt o recuperare a fortificației aflată pentru scurtă vreme sub stăpânire munteană, întrucât la 1473 Ștefan își avea staroștii săi la Crăciuna.
În legătură cu ultimul fragment citat din cronica lui Ureche, Panaitescu o socotește doar o interpolare târzie, lipsită de suport: în 1423, Alexandru cel Bun întărește, printr-un act, trei sate de pe Putna unui boier. În 1435, boierul moldovean Petre Hudici stăpânește seliștea Lumineni pe Milcov. La acestea se pot adăuga numeroase documente din aceeași perioadă care indică precis stăpânirea Moldovei asupra ținutului Putnei.
La final, Panaitescu face o referire la tratatul din 1475 între Ștefan cel Mare și Matei Corvin, în care se vorbește despre „granițele țării Moldovei cu Țara Românească după vechile limite și datine [...] statornicite de Ștefan I al Moldovei și Vlad Transalpinul și apoi [...] conform privilegiilor încheiate de ambe părți de voievozii Alexandru și Mircea”. Cum Mircea și-a întins stăpânirea către părțile tătărești abia în 1404, istoricul concluzionează că granița dintre Moldova și Țara Românească în vremea domnitorului muntean a rămas aceeași: pe Milcov.

#### Spre părțile tătărăști
După 1404 Mircea își extinde stăpânirea și la nordul gurilor Dunării, cuprinzând cetatea Licostomo. În lumina ultimelor cercetări, nu mai poate fi vorba despre o identitate între acest port și Chilia, ci despre o așezare individuală, aflată în preajma Vâlcovului și a Peripravei. Granițele aproximative au fost stabilite de către P. P. Panaitescu astfel: în vest Prutul, în nord pădurile basarabene (lăsând astfel lagunele în stăpânirea lui Mircea), în est Marea Neagră (până undeva în zona limanelor Sasic ori Șagani - Albei).

#### Dobrogea

Inscripție în limba greacă din 1409, descoperită la Silistra: „Io Mircea, marele voievod și domn a toată Ungrovlahia, a izbăvit [Dârstorul de turci]”.

În 1388, în timpul conflictului dintre armatele otomane ale lui Ali bei și cele creștine ale țarului Șișman și ale despotului Ivanco, Mircea trimite trupe muntene care ocupă unele cetăți dobrogene, însă acțiunea acestora este respinsă de către otomani. Însă, după plecarea oștii turcești, în anul următor, Mircea reușește să cucerească toată Dobrogea, cu cetatea Silistrei.
Mircea păstrează organizarea locală (dovadă -existența funcționarilor cu titlul balcanic de chefalia) însă va face donații de pământ dobrogean boierilor săi și mănăstirilor. Chefalia este un termen de origine greacă, însemnând „căpetenie”, care pe teritoriul Silistrei era cel ce conducea o unitate teritorial- administrativă.
Sub stăpânirea voievodului muntean (intitulat în acte despot al țării lui Dobrotici), comerțul dobrogean va cunoaște prosperitatea economică, dovadă fiind numeroasele tezaure monetare aparținând lui Mircea ori lui Petru Mușat, găsite la Niculițel, Enisala și Ecrene. Deosebit de activitatea comercială efectuată pe mare, economia locală se baza pe bogăția oilor și a peștelui.
Mircea pierde Dobrogea cel mai probabil după înfrângerea de la Nicopole (1396), însă o recuperează în 1404 cu ajutorul lui Sigismund de Luxemburg. Puține știri există în legătură cu victoria din 1404, anume doar o scrisoare a regelui ungar din același an, în care menționează despre „frumoasele izbânde dobândite de voievodul Valahiei împotriva turcilor, cu ajutor trimis din partea regelui”. În 1409, Mircea respinge un nou atac al otomanilor lângă Silistra, fapt menționat într-o inscripție comemorativă în limba greacă descoperită în acest oraș: „Io Mircea, marele voievod și domn a toată Ungrovlahia, a izbăvit [Dârstorul de turci]”.

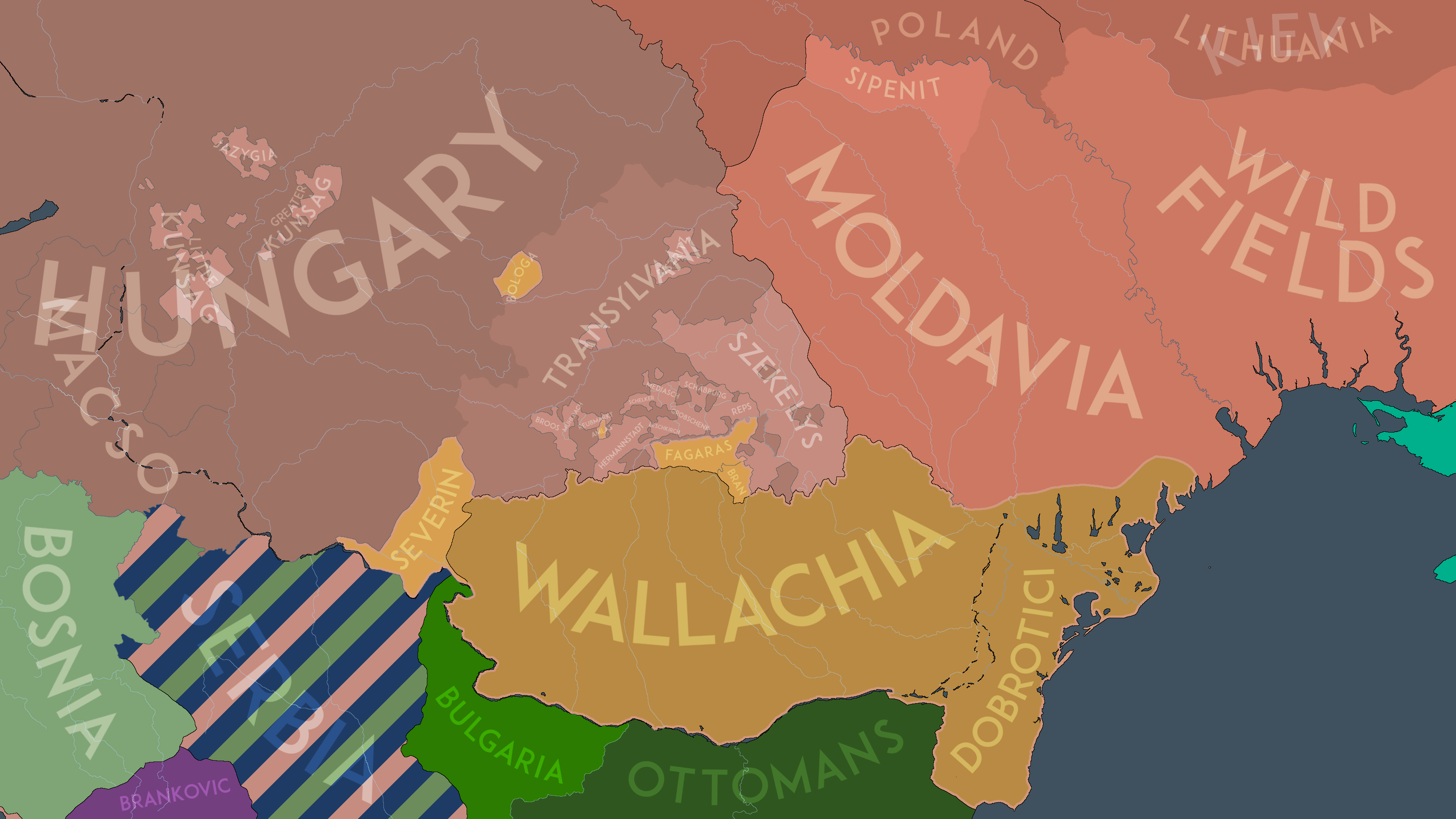
Spațiul Carpato-Danubiano-Pontic în 1404, la apogeul puterii lui Mircea cel Bătrân, în timpul Interregnului Ottoman.

Dobrogea va fi pierdută din nou de către Țara Românească în 1420, la doi ani după moartea lui Mircea, reintrând de câteva ori, temporar, în componența Țării Românești până în 1428.

### Populația și clasele sociale
Lipsa oricărei mențiuni istorice nu lasă să se întrevadă numărul locuitorilor din Țara Românească din vremea lui Mircea. Prin raportare la perioada ulterioară, a lui Vlad Țepeș, istoricii au estimat acest număr la 4-500.000. Populația era mai deasă în zona fertilă a Dunării și a bălților apropiate, lângă marile târguri, și mai rară în Bărăgan și zonele acoperite de păduri (codrii Vlăsiei, Teleormanul). Din documentele mănăstirilor se constată existența unui număr important de sate în zona podișului Mehedinți, în Argeș, Vâlcea și Gorj. Nu în ultimul rând, zone consistent populate au fost și văile principalelor râuri din partea centrală și estică a țării (Dâmbovița, Prahova, Slănic, Teleajen, Buzău) precum și malul mării.
Potrivit cronicarului bizantin Chalkokondyl, muntenii din vremea lui Mircea erau în majoritate țărani, ocupându-se cu păstoritul. Principalele orașe de atunci (Argeș, Târgoviște, Severin, Bistrița, Buzău, Târgu Jiu, Râmnic, Câmpulung, Pitești, Russenart, Giurgiu, Brăila, Turnu) erau legate de drumuri pentru negustori și cărăuși. Principalul drum comercial al vremii era cel dintre Bran și Brăila, pe ruta Târgoviște - Târgșor - Gherghița - Valea Ialomiței - Orașul de Floci. Orașele se aflau în proprietatea domniei, care le administra prin intermediul unui vornic domnesc, un pristav pentru iarmaroace, un birar și un folnog. Orășenii se ocupau mai mult cu agricultura, judecând după felul dărilor lor. Totodată, aici se regăseau și negustorii localnici.
Proprietarii de pământuri cu drept de moștenire, care aveau sate sau oameni pentru a le lucra, formau clasa boierilor. Aceștia erau datori domnitorului cu serviciul militar și erau puși în dregătorii. Pământurile lor erau păstrate în familie generație după generație, dacă nu erau vândute către altă spiță de boieri. În acest caz, trebuia plătită către domnie o sumă care ajungea chiar până la jumătatea valorii moșiei vândute. Pe o treaptă inferioară se situau cnezii (sau moșnenii), oameni liberi care-și lucrau singuri pământul. Și în cazul vânzării, și în cazul moștenirii, către domnie trebuia plătită darea calului (un cal, sau un cal și o cupă) pentru confirmarea stăpânirii în continuare asupra pământului de către cumpărător ori moștenitor. Aceasta arată că domnul era de fapt proprietarul superior al pământurilor. O categorie aparte a proprietarilor de pământ erau mănăstirile. Ele primeau danii din partea voievodului, uneori cu ohabă (imunitate, anume nici un dregător domnesc nu avea voie să-și exercite drepturile acolo sau să impună ceva; uneori oamenii de pe acele moșii erau scutiți de oaste - nu însă în timpul domniei lui Mircea). În vremea lui Mircea, ohaba a fost rară în rândul boierilor, însă în timp, fiind de cele mai multe ori un drept ereditar și fiind acordată din ce în ce mai mult ca răsplată, aproape toate familiile boierești au ajuns să aibă scutiri, ceea ce a slăbit puterea armată ca și mijloacele de răsplată de care dispunea domnul.
Șerbii erau agricultorii datori să muncească pe moșia pe care se aflau, pentru boier. Aceștia aveau dreptul să-și schimbe stăpânul, nefiind legați de glie. Ultima clasă socială era cea a robilor țigani. Aceștia erau datori să execute munci grele ori speciale (scoaterea sării din mină etc.) și să furnizeze domniei o dajdie.

### Viața economică

#### Moneda. Schimburile în natură
În timpul lui Mircea, monedele erau folosite mai ales de către străini și negustori. În țară, tranzacțiile se făceau însă preponderent în natură. Spre exemplu în 1440, deci la peste douăzeci de ani de epoca voievodului muntean, ieromonahul Dorotei cumpără șase vii, plătind în schimb cu 3100 de vedre de vin. Se cunosc cazuri în care pentru cumpărarea moșiilor au fost dați cai, boi și chiar „un caftan de îmbrăcăminte”.
Moneda Țării Românești era ducatul de argint. În vremea lui Mircea cel Bătrân s-au emis mari cantități de monedă având un număr însemnat de sigle diferite. Pe fiecare dintre acestea pe lângă legenda obișnuită, era trecută câte o literă, pentru a putea identifica meșterul monetar care le-a bătut. Ducații de tipul I au pe avers stema dinastică a domnitorului, iar pe revers un coif pe care se află acvila valahă. Ducații de tipul al II-lea au pe avers stema dinastică a lui Mircea, timbrată cu un coif peste care se află stema țării, iar pe revers reprezentarea lui Mircea în costum bizantin, cu lancea în mâna dreaptă și globul crucifer în mâna stângă. Pe lângă aceste tipuri de ducați, realizați din argint, a fost bătută și o serie redusă din aramă amestecată cu argint.
A fost emisă de asemenea și monedă măruntă, numită ban, care prezintă pe avers stema dinastică timbrată cu un coif pe care stă acvila valahă, iar pe revers o cruce cu brațe egale despicate, cu un număr divers de globule în fiecare cartier.
Costin C. Kirițescu consideră că în timpul lui Mircea au fost bătute și monede mărunte de bronz pentru a circula în Dobrogea.
În timpul domniei lui Mircea moneda românească a cunoscut o devalorizare, în paralel cu dezvoltarea vieții economice. Aceasta s-a datorat în parte intensificării schimburilor monetare și a emisiunii mari aflată în circulație, dar mai ales efortului financiar pe care voievodul muntean a trebuit să îl facă în contextul conflictelor cu otomanii.

#### Agricultura
Paralel cu producția internă de cereale (grâu, mei, ovăz, orz) și legume, care erau pentru consumul intern sau mergeau la export peste Dunăre, Țara Românească importa din Ardeal importante cantități din aceste produse. De cele mai multe ori erau încheiate înțelegeri ori tratate comerciale potrivit cărora se obțineau scutiri de vamă. Se obișnuia ca rezervele de cereale și legume boabe să fie depozitate în grânare subpământene, construite astfel încât apa de ploaie să nu pătrundă la ele. Morile, în majoritate de apă, erau răspândite în toată țara și reprezentau un privilegiu care aparținea mănăstirilor, boierilor sau domnului. Acesta din urmă trebuia să acorde permisiunea sa pentru a putea fi înființată o nouă moară.
Alături de aceste produse, în Țara Românească se mai produceau cantități însemnate de vin și fructe, livezile de nuci și alți pomi fiind des pomenit în actele de proprietate.
Cea mai mare bogăție agricolă o reprezentau însă turmele de animale și produsele rezultate din exploatarea lor. Se creșteau boi, vaci, cai, oi, porci precum și albine. Pieile de vite, brânzeturile, ceara și mierea de albine erau exportate în cantități însemnate. Ultimele două produse ajungeau până la Raguza și Ancona. De asemenea se exporta și mult pește, aflat din belșug în râurile și bălțile Țării Românești.
Mircea a acordat privilegii păstorilor români din Ardeal pentru ca aceștia să poată să-și pască oile în munții din Țara Românească și să se folosească de pajiștile și bălțile din țară nestingheriți. Chiar și în cazul unui război între cele două țări, satele păstorilor români erau protejate de către un boier trimis special.

#### Ocnele și minele
Sarea și arama extrasă din mine au reprezentat o sursă însemnată de venit. Ocnele reprezentau un bun al domniei, fiind concesionate și zeciuite. Cea mai importantă ocnă era cea de la Ocnele Mari, lângă Vâlcea. Sarea se exporta mai ales în sudul Dunării, de unde se adunau astfel venituri importante. Vlad Dracul mărturisește despre cetatea Giurgiu că „nici o piatră din acest castel nu e, care să nu fi costat pe tatăl meu [Mircea] un bolovan de sare”, ceea ce demonstrează cum singură vânzarea sării a fost de ajuns pentru ca acea cetate să fie ridicată.
Mircea a avut inițiativa să înființeze o mină de aramă la Baia de Aramă cu puțin înainte de anul 1392. Zeciuiala provenită de aici a fost dăruită mănăstirii Tismana, care o comercializa sau o utiliza la manufactura produselor specifice (clopote, sfeștnice etc.). Arama sau obiectele realizate din aceasta erau exportate în Ardeal și alte zone (spre exemplu, cetatea Caffa a cumpărat trei clopote de aramă în 1419).

#### Legăturile comerciale cu Ardealul, Polonia și țările transdunărene

Privilegiu comercial acordat de Mircea brașovenilor (1413)

Țara Românească întreținea legături comerciale intense cu Ardealul, în special cu orașul Brașov. Cel mai important drum comercial, pe care brașovenii erau obligați să-l urmeze, făcea legătura între Bran și Brăila, trecând prin Cetatea Dâmbovița, Rucăr, Câmpulung, Târgoviște și Târgșor. Ei mai puteau opta ca destinație finală pentru portul Orașului de Floci. Din Ardeal se importau produse industriale, în special arme, și erau aduși meșteri specializați (arhitecți, zidari, meșteri de sulinare și heleștee etc.). În schimb Țara Românească exporta mai mult produse agricole. Vămile erau plătite de către negustori numai în cazul mărfurilor exportate (adică cele cu care plecau în Ardeal). Acestea erau la Bran în cazul Brașovului și la vadul Oltului pentru Sibiu, ultima dăruită mănăstirii Cozia. În timp ce brașovenii aveau voie să-și desfacă produsele în partea răsăriteană a țării, sibienilor le revenea apusul.
În contextul acestor schimburi se remarcă existența privilegiilor comerciale amănunțite. Acestea stabileau vămile și cuantumul lor pentru diverse categorii de produse, drepturile și îndatoririle negustorilor, precum și eventualele scutiri de plată. Cele mai importante privilegii comerciale privind Ardealul sunt:
- Privilegiul regelui Sigismund de Luxemburg pentru mănăstirile Vodița și Tismana (1419) prin care erau scutite de vamă la ieșirea din Ardeal[73]
- Privilegiul regelui Sigismund pentru brașoveni (1395),[74] care îl înnoia pe cel al regelui Ludovic cel Mare (1358)[75]
- Privilegiul voievodului Știbor al Ardealului pentru brașoveni (1412),[76] confirmat de
- Privilegiul lui Mircea pentru brașoveni (1413), redactat în două exemplare, slavon (6 august)[77] și latin (25 august)[78], care mai conținea alte prevederi suplimentare.

Mircea inițiază în vremea sa legăturile comerciale cu Polonia și Liovul. Pentru a-i atrage pe negustorii polonezi, domnitorul muntean le acordă la început scutire de vamă (cu excepția celei din Târgoviște), urmând ca sumele cuvenite să fie plătite din visteria sa. Totodată, negustorii lioveni sunt lăsați liberi să-și desfacă orice marfă oriunde în țară. Singura condiție impusă era ca domnul să aibă dreptul de a cumpăra primul, pentru nevoile curții. Acestea au fost stabilite prin privilegiul comercial din 1403. În 1409 Mircea acordă un nou privilegiu prin care condițiile se schimbă întrucâtva. De această dată domnul are dreptul de a cumpăra primul chiar și de la negustorii care sunt doar în trecere prin Târgoviște, vama din acest oraș este precizată (tricesima, adică una din treizeci), sunt menționate mărfurile aduse și se interzice exportul argintului.
Țara Românească întreținea schimburi comerciale și cu țările de peste Dunăre, precum și cu statele italiene (mai ales Genova și Veneția), ale căror negustori își ancorau vasele în portul Licostomo. De la aceștia din urmă Țara Românească importa mărfurile orientale (stofe scumpe, mirodenii, parfumuri etc.) și exporta ceară, miere, blănuri, etc.
Vadurile de peste Dunăre erau la ostrovul Lopatna (lângă Brăila), Orașul de Floci, Dârstor, Giurgiu, Șiștova, Nicopole, Țimbru și Calafat-Vidin (punct esențial în comerțul cu Raguza). În toate aceste puncte se aflau schele pe ambele maluri ale fluviului. Comerțul sud-dunărean s-a intensificat după cucerirea Bulgariei de către turci.
Este de menționat faptul că Mircea interzice prin dispozițiile sale să fie luate despăgubiri de la compatrioții negustorilor datori, precum era obiceiul în evul mediu.

### Administrația
Prin titlul său, Mircea avea conștiința că este un domnitor și stăpânitor ortodox, ales de Dumnezeu și uns de Biserica Răsăritului. Prin această formulare era subliniată și independența țării, căci domnitorul fusese pus pe tronul său de către singur Dumnezeu, prin hotărârea adunării elective, nu de vreun alt rege sau împărat. Titlul nu cuprinde însă și realitățile politice ale epocii, fiindcă Mircea nu stăpânește ca un autocrat absolut, ci ca un domnitor respectat, care ține seama de datini în deciziile sale, luate cu ajutorul boierilor din sfat.
Domnul era apărătorul supușilor săi (comandantul oștilor, împărțitorul suprem de dreptate) și cel spiritual al țării, ca și ctitor de lăcașe pentru înălțarea de slujbe. El adună, prin funcționarii săi, veniturile domniei (așadar ale statului) și are inițiative întru „ridicarea țării”: tratate comerciale, batere de monedă, înființarea minelor etc. Ca și senior feudal între boieri, avea privilegiul de dominium eminens (stăpân peste toate pământurile țării). În relațiile externe, domnul reprezenta țara față de suveranii străini.
Toate aceste prerogative erau exercitate în limitele datinilor și cu sprijinul și aprobarea sfatului domnesc. Astfel, în hrisoave și tratatele comerciale externe ale lui Mircea sunt precizate numele boierilor consultați, ca și garanție a consultării sfatului.

#### Dregătoriile
Sfetnicii domnești dețineau cele mai importante poziții în administrație. În timpul lui Mircea, în documente sunt pomenite minim șase și maxim unsprezece dregătorii, apărute cu preponderență sub influență bulgară. Dregătorii îl urmau pe voievod prin țară și îndeplineau funcția de consilieri și martori ai acestuia. Prin atribuțiile lor zilnice, ei alcătuiau o curte legată strâns de persoana domnitorului.
Prima mențiune a unei dregătorii (vornicia) în Țara Românească datează din 4 septembrie 1389.
Vornicul este cel mai înalt dregător al țării, fiind trecut întotdeauna în capul listei de boieri din hrisoave. El era judecătorul și șeful curții.
Banul (de Severin) îndeplinește funcția unui dregător militar, cu drept de judecată locală, care execută și poruncile administrative ale domnului.
Logofătul ține socotelile domniei, scrie hrisoavele mai importante și pune pecetea pe toate acestea. El coordonează activitatea grămăticilor.
Vistiernicul se îngrijește de veniturile și plățile domniei.
Spătarul, pe lângă faptul că poartă sabia domnească la ospețe și ceremonii, este și șeful oștii în timpul războiului.
Stolnicul se îngrijește de mesele domnești.
Paharnicul, numit inițial picernic, varsă de băut domnitorului.
Comisul are în administrație grajdurile domnești.
Alte dregătorii menționate în hrisoavele lui Mircea sunt cele de pivnicer, pitar și namestnic.
| Vornic                     | Ban                                         | Vistiernic                          | Logofăt                             | Spătar        | Stolnic                             | Paharnic             | Comis      | Pivnicer | Pitar    | Namestnic |
| - Vladislav - Vlad - Radul | - Stănilă - Radul - Dragomir - Drăgan - Aga | - Șerban - Drăgan - Manciul - Micul | - Filos - Baldovin - Aldea - Mihail | - Sin - Vasea | - Bratei - Berendei - Zorza - Manea | - Costea - Gherghina | - Stanciul | - Lubaș  | - Ghinea | - Iarcân  |

#### Administrația locală
Administrația locală era asigurată de dregători mai mici, boieri localnici sau trimiși ai domniei. În cazul ohabelor (satelor cu scutire), cârmuirea aparținea proprietarului acelui sat (boier sau mănăstire); în restul localităților administrația era asigurată de către dregători locali și trimiși domnești.

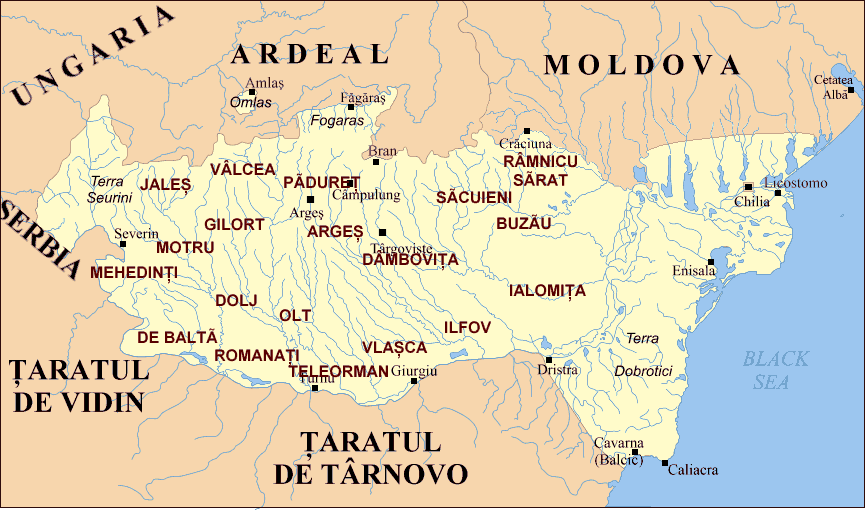
Județele Țării Românești în secolele XIV - XVI

Țara era împărțită pe județe, conduse de către căpitani numiți în vremea lui Mircea județi. În hrisoave sunt pomenite Motru, Jaleș, de Baltă, Jiu etc. Orașele și târgurile aparțineau domniei. Primele erau conduse de juzi (corespunzători Richterilor transilvăneni), iar cele din urmă de către pârcălabi. Consiliile orășenești erau alese de către locuitori. Reprezentantul domnului într-un oraș era vornicul, ajutat de un pristav și un folnog (corespondentul villicului-administrator transilvănean), astfel că administrația locală era dublată de una domnească. Orașele aveau o autonomie pronunțată: domnul era stăpânul moșiei pe care se aflau acestea, însă contra unei dări speciale acorda libertatea organizării de iarmaroace, de cultivare a pământului etc. Tot domniei aparțineau și cetățile de apărare. Astfel, puterea domnului în țară era destul de mare, căci el controla toate centrele importante și nu boierii sau mănăstirile.
În ceea ce privește taxele și judecățile, Țara Românească a avut parte de sisteme ambulante ale fiscului și magistraturii. Globnicii și judecătorii treceau prin localitățile fără scuteli (așadar unde aveau jurisdicție) la anumite date. De asemenea, alți funcționari erau trimiși pentru a răspândi sau împlini porunci domnești, numite de Mircea în hrisoave „milosteniile/slujbele și prestațiile domniei mele”.
Trebuie menționat că după cucerirea Dobrogei, Mircea cel Bătrân a păstrat acolo vechea administrație locală. Dregătorii dobrogeni erau numiți chefalia, un cuvânt de origine grecească ce desemna la origine un fel de guvernator de ținut, ales dintre marii latifundiari. În Dobrogea, titlul chefalia avea sensul de cârmuitor de oraș.

#### Veniturile și cheltuielile domniei
Veniturile domniei veneau în principal din dările, birurile, prestațiile și dăjdiile cuvenite acesteia, vămile neconcesionate, morile, braniștile și bălțile domniei, amenzile și taxele de judecată percepute în țară etc. Toate acestea intrau în visteria instituției domniei, căci, în afară de orașe, domnul ca persoană de regulă nu mai dispunea de alte moșii. Acest lucru se va schimba peste veacuri, când la cârma țării vor ajunge și boieri ori vlăstare înstărite. Astfel, pentru a împroprietări mănăstiri, Mircea e nevoit să cumpere terenuri de la boieri.
Vămile erau percepute în târguri (de târg sau de trecere), la vadurile Dunării, la munte (numite și de plai), și la graniță. Domnul avea dreptul să acorde scutiri sau să le concesioneze. Vama era plătită în bani sau în natură, iar boierii garantau cu averea lor că acest lucru se întâmpla cu strictețe.
Birul era principalul impozit perceput de domnie, chiar și în satele cu ohabă. Acesta era aplicat asupra satului, iar fruntașii repartizau sarcinile pe gospodării. Alte taxe mai erau dijma de produse (a oilor, a porcilor, a găleților de grâne, a vinului, din ceară și miere, a coșurilor de fructe, a laptelui și a peștelui, a fânului etc.). Tot în categoria dijmei se mai înscriu veniturile de la ocnele de sare și din minele de aramă. Toate acestea erau adunate de către funcționari specializați (câblari, vinăceri etc.) în „casele domnești” — de fapt hambare și depozite din care domnul putea face, la o adică, daruri în natură. Este de menționat că Mihail, voievodul coregent, avea o „casă” separată. Mai sunt de amintit amenzile (sau gloabele) și răscumpărările de suflet (sau dușegubinele), în cazul crimelor.
La aceste produse naturale se mai adăugau obiectele de tezaur, de obicei din materiale prețioase.
Prestațiile datorate domniei constau în principal din transporturi, călăuze pentru îndrumarea și paza convoaielor domnești, cositul fânului, tăiatul lemnelor, lucrul la întreținerea și repararea cetăților, paza la graniță, prinderea vânatului etc.
Cheltuielile domniei erau reduse la nevoile curții și ale cetăților, precum și la plata aprovizionării pentru oaste. Se mai adăugau milosteniile domnești pentru biserici ori mănăstiri precum și darurile și soliile trimise în străinătate. Boierii nu erau plătiți, întrucât aveau moșii întinse și bogate, iar puținii funcționari ambulanți (numiți și „rabotnici”, pentru că își crestau socotelile pe răboj) primeau o parte din venitul adunat.

### Armata

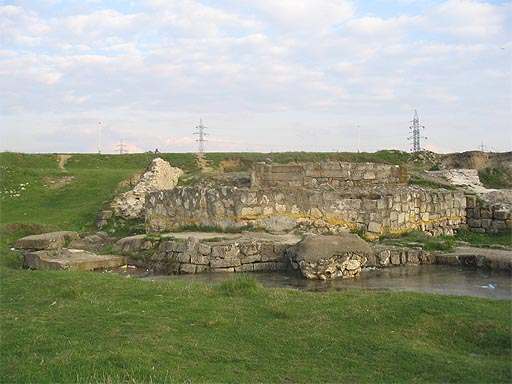
Ruinele cetății Giurgiu, una dintre cele mai importante fortificații ale lui Mircea cel Bătrân. A fost construită în vremea acestui voievod

Armata din timpul lui Mircea era o oaste de țară (națională și a domnului) și era formată din întreaga populație în stare să poarte arme. Aceasta purta numele de Oastea cea mare. Datorită faptului că domnitorul avea nevoie de mulți ostași, el nu dă niciodată ohabe (scutiri) întregi, ci întotdeauna cu precizarea „numai singură oastea s-o facă domniei mele”. Astfel, pe lângă boieri, țăranii liberi sau șerbi, obligația oștii revenea și târgoveților și satelor mănăstirești. „Este clar deci că dacă oastea cea mare era o exceptare de la drepturile de scutire, însemna că ea rămâne la dispoziția și în slujba domnului, fără amestecul proprietarului. Noi nu avem deci o oaste feudală” (P. P. Panaitescu).
Oastea cea mică este așa numita curte, constituită în principal din boieri și săteni privilegiați, datori să se afle la dispoziția domnului, cu arme, cât mai repede cu putință. Din această oaste făceau parte categorii precum plăieși, datori a apăra trecerea peste munți, și opăcinașii, care aveau obligația de a furniza vâslași.
Prezența mercenarilor la curtea lui Mircea nu este exclusă, deși prima mențiune a acestora datează din vremea lui Dan al II-lea. Ei erau călări, sau pedeștri, în număr de câteva sute, „pesemne aleși dintre orășenii sau țăranii mai săraci, fără pământ, obligați să-și câștige viața cu leafă.”

Arme, aplice și pinteni din Țara Românească (cca. 1400)

În oastea lui Mircea, cavaleria ocupa un loc important. Moșnenii și boierii erau datori să dea „darea calului” către domnie la moartea lor sau în alte situații (tranzacțiile cu pământuri etc.). Pe lângă caii acestora, mai existau herghelii ale domniei lăsate în grija anumitor sate. Caii din urmă erau duși să pască de obicei în lunca Dunării. Între călăreți se deosebea ceata cavalerilor în armuri, existentă încă de pe vremea lui Radu I, când tatăl lui Mircea avusese la dispoziție 10.000 de cavaleri îmbrăcați în platoșe și zale fabricate la Veneția. În vremea lui Mircea, cavalerii români sunt pomeniți cu ocazia unui turnir în Ungaria, la Buda (1412). De asemenea, picturile murale bisericești, refăcute mai târziu după modele din vremea lui Mircea, prezintă cavaleri în zale închinându-se.
În ceea ce privește armamentul din vremea lui Mircea cel Bătrân, preponderente erau arcurile cu săgeți și, în mai mică măsură, săbiile. Cronica bulgară menționează cum în bătălia de la Rovine cerul s-a întunecat de mulțimea săgeților, iar mai târziu, în lupta de la Posada dintre regele Sigismund al Ungariei și Vlad I al Țării Românești, muntenii au folosit săgeți otrăvite. Cronicarul Wawrin menționează și arbaletele, iar cronica bulgară lăncile. Potrivit lui Chalkokondyl, pavezele (scuturile) românilor erau asemănătoare cu cele ale tătarilor, probabil din lemn acoperit cu piele. Armele erau procurate în principal de la sașii din Ardeal, dar erau lucrate și în Țara Românească din materie primă adusă tot de peste munți. Armele de foc erau puține, constând probabil din câteva tunuri și bombarde. Praful de pușcă se fabrica folosind salitră importată din Transilvania.
Apărarea era asigurată printr-un sistem de cetăți care aparțineau domniei. Înspre Moldova exista cetatea Crăciuna, înspre Ardeal cetatea Dâmboviței și cea de la Căpățâneni, iar pe Dunăre Licostomo, Dârstor, Giurgiu, Turnu, și Severin. În ducatele transilvănene mai existau cetățile Făgăraș, Breaza, Sibiel și Amlaș, iar în Dobrogea Hârșova, Vicina și Enisala. Acestea erau întreținute și reparate de către satele din jur.

### Biserica

#### Mitropolia Țării Românești
În 1359 voievodul Nicolae Alexandru a înființat la Argeș prima mitropolie a Țării Românești, pe al cărei scaun s-a suit kir Iachint, adus din Vicina. În 1370 Vladislav Vlaicu înființează și cea de-a doua mitropolie a țării, la Severin. Mitropoliții valahi erau numiți și unși de către Patriarhul din Constantinopol.
La urcarea pe tron, Mircea îi găsește ca mitropoliți pe Antim Critopol la Argeș și Atanasie la Severin. În perioada următoare, cei doi vor participa — separat sau împreună — la ședințele sinodului patriarhal. Antim, care era și „locțiitor al Nicomediei”, a stat la Constantinopol din februarie până în martie 1389, după care din iulie apare și Atanasie. În ianuarie 1392 ambii mitropoliți ai țării sunt trecuți ca martori în hrisovul lui Mircea pentru mănăstirea Cozia. Atanasie se află iarăși la Constantinopol din noiembrie 1396 până în martie 1397 și din 1400 până în 1401.
În 1389, mitropolitul Antim se retrage din scaun, fiind bătrân și bolnav, însă în scurt timp se instalează din nou, cu aprobarea Patriarhiei, cu toate că astfel se încălcau canoanele patriarhului Fotie. A trăit până pe la 1401, după care în scaunul argeșean i-a urmat Teodor.
Ca urmare a acordului din 1396 dintre Ungaria și Patriarhie, pe fondul unei relaxări confesionale și a unei creșteri a pericolului otoman, mitropolitul de Argeș primește titlul de „exarh al plaiurilor”, urmând a păstori și ținuturile românești de peste munți.

#### Mănăstirile ortodoxe
Cea mai importantă ctitorie a lui Mircea este mănăstirea de la Cozia, ce poartă hramul Sfânta Treime. Aceasta cuprinde caracterele arhitectonice ale școlii sârbești din Valea Moravei și păstrează în bună parte vechile sculpturi ornamentale. Pictura a fost refăcută după vechiul model, în secolul al XVIII-lea. În biserică se regăsește și mormântul marelui voievod.

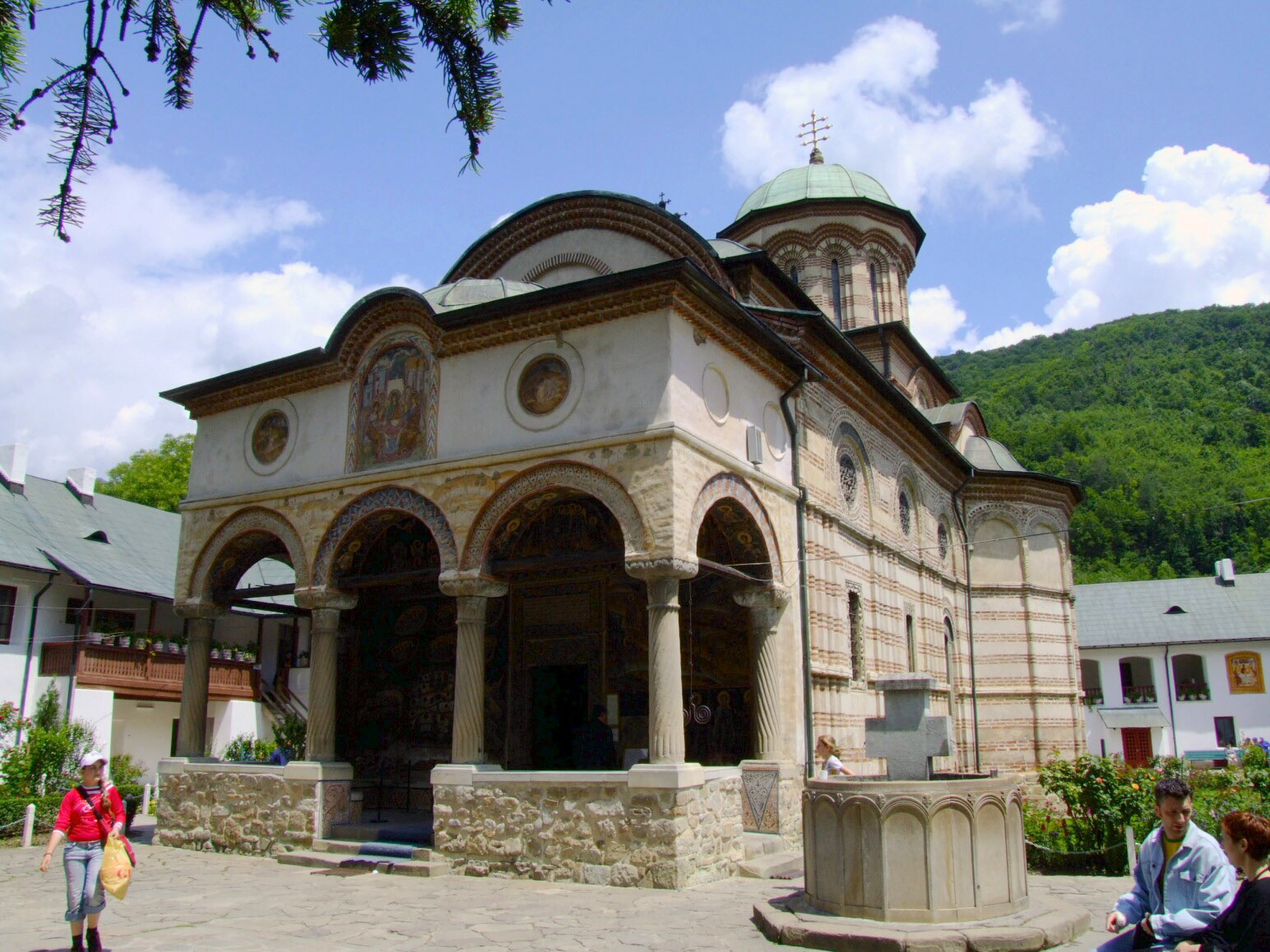
Biserica mănăstirii Cozia, ctitorie a lui Mircea cel Bătrân. Pridvorul cu stâlpi datează din vremea lui Constantin Brâncoveanu, iar fântâna din timpul lui Neagoe Basarab

Trebuie spus că Mircea a ctitorit ridicarea unei noi mănăstiri, pe locul dăruit de boierul Nan Udobă, pentru a înlocui vechea Cozie, ridicată probabil în vremea lui Radu I și aflată la cca. un kilometru depărtare, la piciorul muntelui Cozia, în locul strâmt unde se curma valea Oltului. După clădirea noii mănăstiri pe un teren mai larg, călugării și starețul s-au mutat aici, păstrând însă vechile privilegii, averi și moșii.
Alte mănăstiri din Țara Românească ce ființau în vremea lui Mircea erau cele ale starețului Nicodim, Vodița și Tismana, mai apoi Cotmeana în județul Argeș, ridicată de Mircea în 1389, Snagov, atestată în 1408 — însă cea veche, nu cea care se mai vede și astăzi și care a fost ridicată de Neagoe Basarab — Glavacioc, care fusese dăruită cu două sate în Teleorman și Strugalea, neidentificată încă în teren, ctitorie a boierilor Baldovin logofătul, jupân Șerban, Radul al lui Stan și jupân Gal. La acestea se mai adaugă biserica de la Brădet și prin tradiție cele de la Scoreiu și Rășinari. P. P. Panaitescu presupune că mai exista o mănăstire și în Țara Făgărașului, căci aici este menționat „Stanciul egumenul”.

#### Legăturile cu ortodoxia din alte țări
În vremea lui Mircea au fost continuate daniile către mănăstirea Cutlumuș de la Muntele Athos, ctitorită și dăruită de către înaintașii săi Nicolae Alexandru și Vladislav Vlaicu. Deși nu s-a păstrat hrisovul de danie, un document din vremea lui Neagoe Basarab (1514) menționează: „unde și prea cinstitul [...] străbunul nostru Mircea voievod a înnoit ctitoria, pe care a făcut-o Țara Românească”. Chiar și boierii făceau danii către această mănăstire: în 1413 jupân Aldea logofătul dăruiește satul său Cireașov, de lângă Slatina.

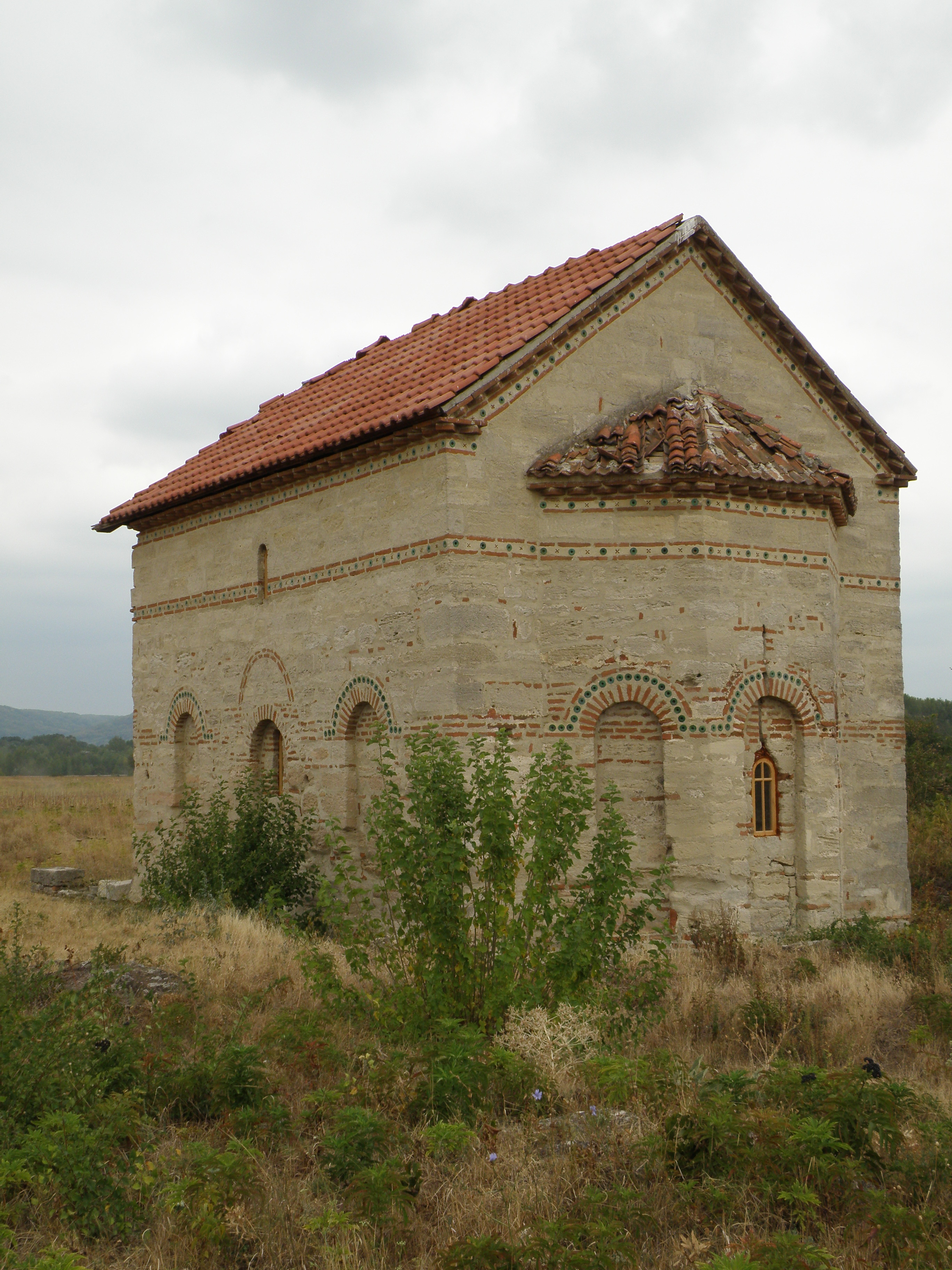
Biserica mănăstirii Coroglași, ridicată de Mircea cel Bătrân în Timoc

În timpul domniei lui Mircea, ulterior cuceririi Vidinului de către turci (în 1396), moaștele Sf. mucenițe Filofteia au fost aduse în țară și așezate la Biserica Domnească Sf. Nicolae din Argeș. Mai târziu, acestea au fost mutate în biserica episcopală din oraș, unde se găsesc și astăzi.
Atât starețul Nicodim de la Tismana cât și mitropolitul Antim Critopol au purtat o corespondență bogată cu patriarhul Evtimie de Târnova, între anii 1375 - 1393. Patriarhul bulgar este autorul unui număr mare de scrieri bisericești, iar faima sa era „nu numai în neamul bulgarilor, ci râvna sa apostolească s-a întins și în toate părțile de la miază-noapte și până la ocean, iar în apus până în Iliria”. Între elevii săi s-au numărat învățatul (mai târziu arhiepiscopul de Kiev) Grigore Țamblac, precum și cronicarul Constantin Costenețki.
Până astăzi s-au păstrat două scrisori ale patriarhului Evtimie către starețul Nicodim (ultima fragmentar) și una către mitropolitul Antim. Din acestea se poate observa că Evtimie de Târnova era privit ca o autoritate în materie dogmatică și liturgică, la care apelau prelații din Țara Românească ori de câte ori se iveau chestiuni mai complicate, precum și tonul diferit de adresare. Dacă lui Nicodim îi răspunde din postura unui învățat mai luminat, cu Antim tratează chestiunile pe picior de egalitate frățească.
În prima scrisoare către Nicodim, patriarhul îi răspunde la câteva întrebări asupra unor probleme de credință religioasă, dând și citate din Sfinții Părinți. În ce-a de-a doua epistolă îi oferă sfaturile cerute pentru educația morală a tinerilor care se pregătesc de preoție. Aceste epistole erau menite a fi citite preoților și călugărilor și arată că Nicodim se ocupa și de pregătirea preoților din Țara Românească. În epistola către mitropolitul Antim, patriarhul bulgar îi atrage atenția asupra ereziei bogomilice, care circula în țările ortodoxe la acea dată, și îl sfătuiește să îi dojenească pe aceia care o răspândeau.
Aceste legături între comunitățile ortodoxe balcanice au permis importante schimburi culturale și bisericești.

#### Relațiile cu Biserica Catolică
Au existat cu certitudine comunități catolice pe teritoriul Țării Românești încă de la începutul secolului al XIV-lea, în orașele în care se aflau sași veniți din Ardeal (în special Câmpulung, Argeș, Târgoviște și Severin). Este de amintit mormântul comesului Laurentius de Longo Campo, datând din 1300.

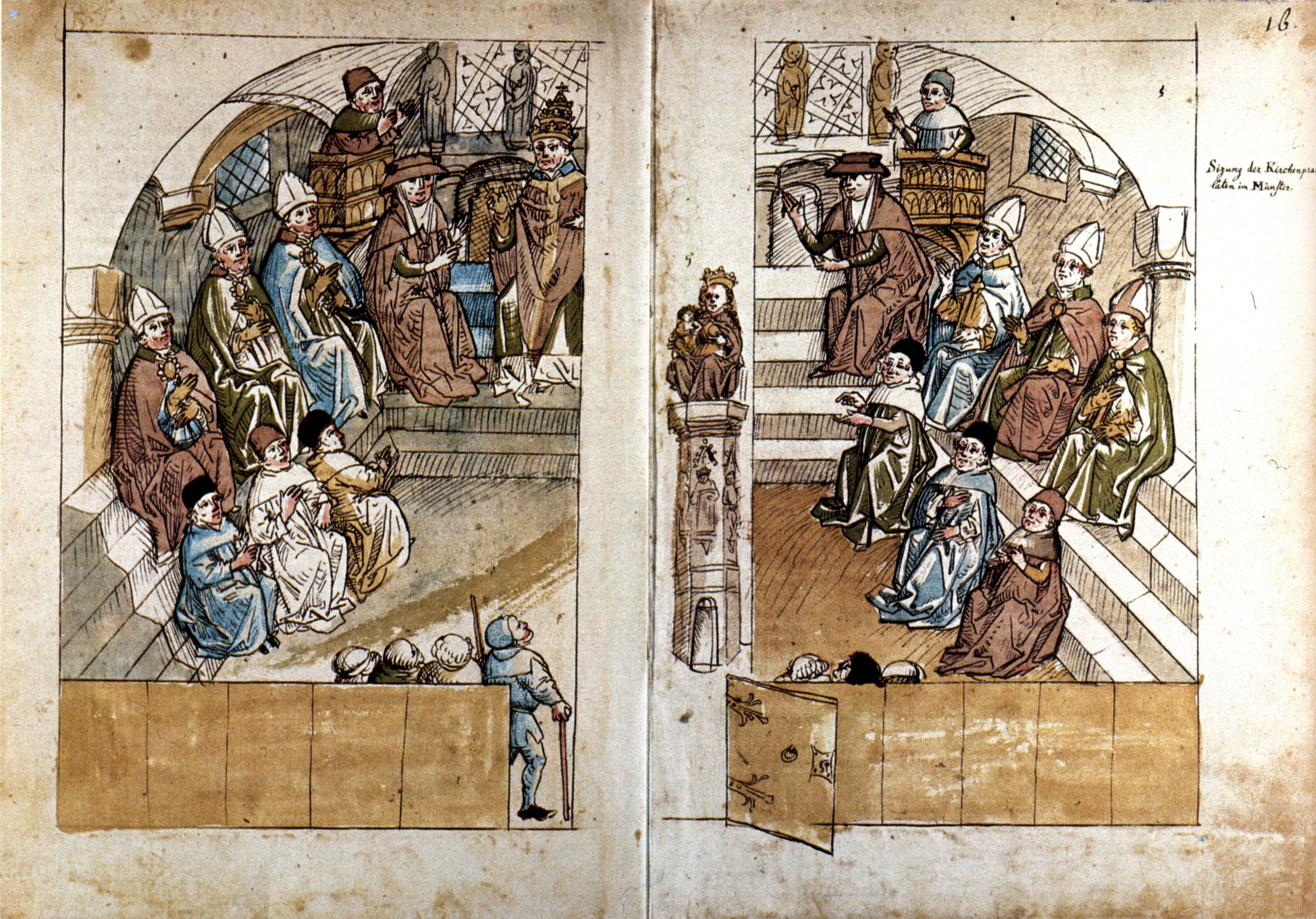
Conciliul de la Konstanz reprezentat în cronica lui Ulrich von Richental

Dacă până în vremea lui Vladislav Vlaicu comunitățile catolice depindeau de episcopia din Ardeal, voievodul Radu I înființează (fie din motive politice, fie la îndemnul soției sale) prima episcopie catolică de pe teritoriul țării, la Argeș. Nu se știe unde se afla clădirea episcopatului, întrucât bisericuța Sân Nicoară, luată în discuție, avea o arhitectură de factură bizantină, iar pe la 1788 încă se mai slujea acolo în legea Răsăritului. Întâiul episcop catolic a fost italianul Nicolae Antonii.
Tot în vremea lui Radu I, ca replică a mitropoliei ortodoxe de Severin, Papa Urban al VI-lea l-a numit pe franciscanul Grigore episcop de Severin.
În timpul lui Mircea s-au succedat următorii episcopi: Francisc (1390), George (1394), Andrei (1396), Francisc (1399), George din Peč (1402), necunoscuți (1402 - 1418) și Ioan de Antiquavilla (1418) la Argeș și Lucas Ianuis (1390), Francisc de Minerva (1394), Nicolae Demetrii (1399) și Iacob de Canallis (1412) la Severin. Aceștia nu locuiau în orașele episcopale, iar titlul lor era mai mult onorific.
O mănăstire catolică, purtând hramul Sf. Maria, a existat și la Târgoviște, însă a fost distrusă de turci în 1395. Mircea a reclădit-o, astfel că aceasta mai exista încă la 1417. A fost pomenită și în 1640, de către misionarul Bakšič. Un lăcaș catolic se pare că a existat și la Râmnicu Vâlcea, pe locul bisericii ortodoxe Sf. Dumitru de mai târziu.

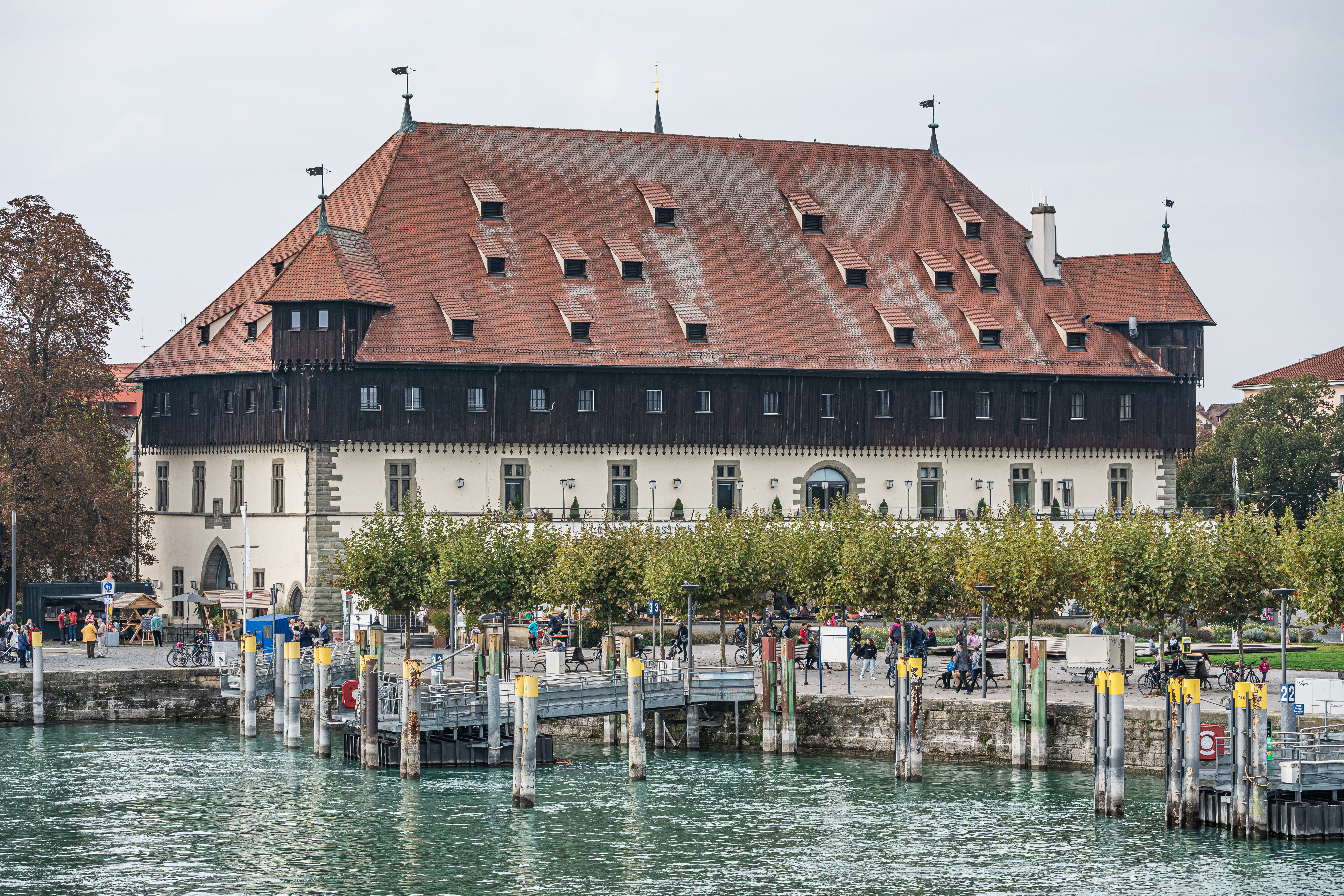
Casa în care au fost ținute lucrările Conciliului de la Konstanz

La inițiativa împăratului roman Sigismund de Luxemburg, în 1414 a fost convocat un conciliu religios la Konstanz, (în Germania), care avea un triplu scop: eradicarea „ereziei” husite, aplanarea schismei papale dintre Roma și Avignon, precum și unirea Bisericilor Catolică și Ortodoxă. Ședințele Conciliului de la Konstanz s-au prelungit până în 1418, an în care au început discuțiile privind chestiunea unirii bisericești. Domnii Țării Românești și Moldovei au făcut act de prezență prin câte un boier: Thobermur (Dobromir), respectiv Giorgius de Samusinis (probabil Gheorghe din Sămușeni), menționați în cronica lui Ulrich von Richental (scrisă în cinstea acestui eveniment în perioada 1420 - 1430). Tot în aceasta sunt enumerate și orașele moldo-valahe cu importante comunități catolice: Kylo (Chilia), Sorscha (Suceava), Mencz (Neamț), Jessmarkt (Iași), Molda (Baia), Langnaw (Câmpulung), Ergx (Argeș?), Zürm (Severin), Behlo (Hârlău sau Bacău), Burlat (Bârlad) și altele neidentificate. Această delegație reprezintă prima participare înregistrată în istorie a românilor la un congres internațional.

### Cultura
Despre cultura din vremea lui Mircea cel Bătrân se știe prea puțin, în mare parte din cauza faptului că nu s-au păstrat vechile manuscrise de la mănăstirile Cozia, Tismana, Cotmeana și Snagov. 
Până în timpurile noastre a ajuns un Polieleu (glorificare în versuri și cântări a Maicii Domnului) compus de „kir Filotei monahul, fost mare logofăt al lui Mircea voievod” (este vorba de Filos logofătul, călugărit sub numele de Filotei). Această lucrare a cunoscut o răspândire foarte largă, ajungând să fie copiată chiar și în Rusia, Serbia, Bulgaria sau Cehia.

Cahle din vremea lui Mircea înfățișând cavaleri. Au fost descoperite la Târgoviște

De asemenea, tot din aceeași perioadă a mai supraviețuit o Evanghelie copiată de călugărul Nicodim de la Tismana pe pergament, un Hexæmeron al lui Ioan Exarhul, o Evanghelie din secolul al XII-lea care a aparținut mitropolitului Antim Critopol, și un Tetraevanghel din 1404-1405, împodobit cu miniaturi de către Nicodim de la Tismana. Acesta este considerat cel mai vechi manuscris miniat din Țara Românească. Ferecătura Tetraevanghelului este realizată în tehnica au repaussé și redă scena răstignirii Mântuitorului.
În domeniul olăritului, se remarcă vasele având litere sau propoziții incizate în pasta moale (de exemplu pe o strachină smălțuită de la curtea domnească scrie „[Io]an a scris în luna martie 8 zile”), și cahlele de sobă având reprezentați cavaleri în zale, descoperite la Târgoviște. Figurile reprezentate pe vasele de ceramică sunt diverse: oameni, animale, etc.
Într-o povestire bizantină („Călătoria lui Mazaris în iad”, 1415) se arată cum un grup de artiști greci, veniți în Țara Românească din motive comerciale, au fost primiți foarte bine de către „prea mărinimosul voievod”.

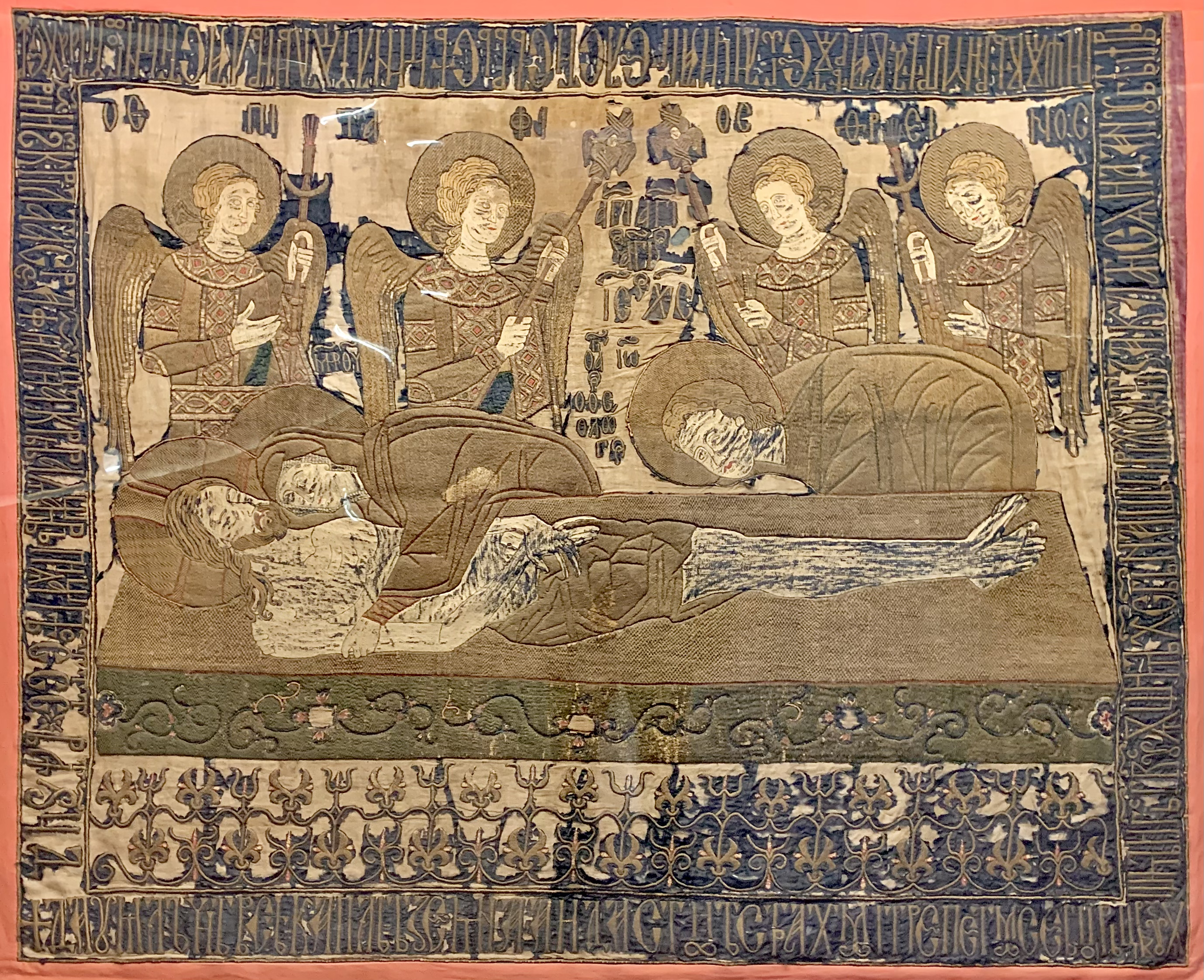
Epitaf din 1395-1396, în Muzeul Național de Artă al României din București

Ca operă arhitecturală, din vremea lui Mircea datează numai biserica cea mare de la Cozia. Pictura murală însă este mai nouă, ea fiind restaurată complet la sfârșitul secolului al XVIII-lea. În tezaurul bisericii se mai păstrează încă un epitaf din 1396, țesut pe mătase albastră și brodat cu aur și argint. De asemenea, la jumătatea secolului al XIX-lea încă se mai găsea acolo și mantaua voievodului, prefăcută într-o sfită preoțească. „Stofa acestei mantale e un ce prea curios și care merită să fie văzută; este de pluș ce cuprinde niște flori galbene pe un câmp verde spălăcit, cu ceva fir pe dânsul și cu oarecare însemnări roșii, cât se poate de solid și curat”.
În cancelaria domnească se cunoșteau limbile slavonă, latină și probabil greacă. Grămăticii erau puțini, astfel că trebuiau să își urmeze domnul oriunde se ducea acesta, căci ei cunoșteau formulele juridice consacrate. D. P. Bogdan considera că „formularele hrisoavelor slavo-române în totalitatea și armonizarea lor sunt un produs propriu spiritului românesc al epocii, impregnat de mediul slav, elementele componente importate din mediul bizantin prin intermediul sud-slav și din mediul apusean prin intermediul sârb sau ungaro-latin, modelându-se după nevoile cancelariei muntene”. Aceasta înseamnă mai multă precizie, simplificare și prezența mai multor elemente juridice față de corespondentele sârbe sau bulgare.

## Fresce contemporane care îl înfățișează pe Mircea cel Bătrân
În ipostază tânără, Mircea se regăsește în frescele ctitoriilor sale de la Brădet și Cozia. În primul caz, domnitorul poartă o coroană dublă și costum specific secolului al XIV-lea. Se regăsește alături de doamna Mara, însă fără fiul Mihail. La Cozia, în paraclis (sau bolniță, cum mai e cunoscut), Mircea apare cu părul netăiat și o coroană similară străbunicului său Basarab I. Costumul său este bine detaliat, pieptarul prezentând patru vulturi bicefali bizantini ce semnifică rangul de despot al voievodului. Pantalonii sunt strâmți, iar încălțămintea are vârful ascuțit. Alături de el se află Mihail, foarte tânăr.
Portretul din biserica mare a mănăstirii Cozia a fost refăcut în timpul domniei lui Neagoe Basarab, după vechiul model. Mircea capătă coroana mare din secolul al XVI-lea, similară cu cea a lui Neagoe, însă Mihail rămâne cu coroana veche. Costumele sunt mai puțin detaliate, iar de data aceasta Mircea poartă acvila bicefală pe genunchii pantalonilor. La români, vulturul bicefal se intâlnește pentru prima dată la Mircea cel Bătrân, datorită înrudirii sale prin mamă (Doamna Calinichia) cu Imperiul Roman de Răsărit. Simbolul se va regăsi apoi la toți Cantacuzinii.
În sfârșit, portretul cel mai cunoscut al său se află în biserica episcopală de la Argeș, realizat în prima jumătate a secolului al XVI-lea după modelele mai vechi.

## Heraldica Țării Românești în vremea lui Mircea

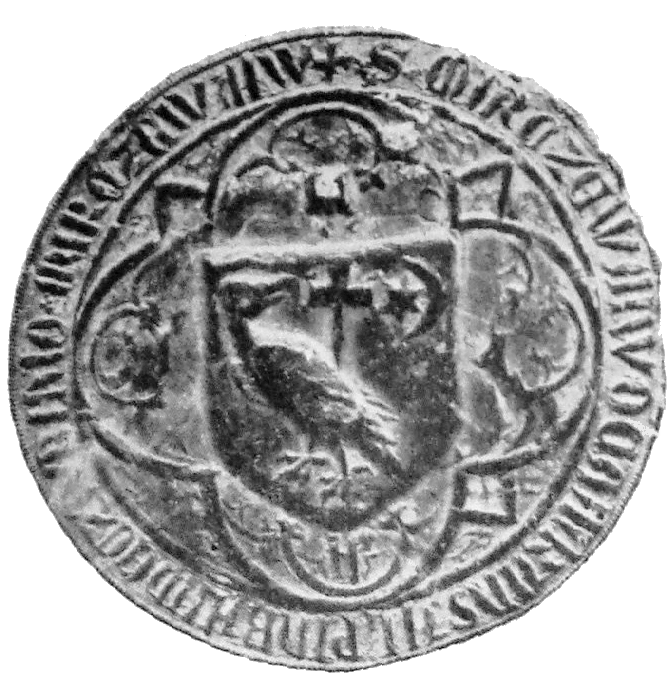
Sigiliu din 1390 aflat pe tratatul dintre Mircea și Vladislav al Poloniei

Stema lui Mircea cel Bătrân, așa cum se regăsește pe monedele sale

Sigiliul aflat pe tratatul încheiat în 1390 între Mircea cel Bătrân și regele polon Vladislav al II-lea prezintă ca stemă a Țării Românești un scut francez vechi mobilat cu o acvilă având capul conturnat și aripile strânse, însoțită la stânga sa de o cruce, o stea în șase colțuri și o semilună „crai nou”. Pe monedele emise în această perioadă acvila cruciată este plasată pe post de cimier, deasupra unui coif care timbrează stema dinastică a lui Mircea.
Din 1403 datează cel mai vechi sigiliu muntenesc păstrat care prezintă așa numita „Nova plantatio”. El prezintă două capete încoronate redate în profil, despărțite de o tulpină bifurcată în partea superioară. Există opinia că cele două personaje ar fi Mircea și fiul său Mihail.
În martie 1395 voievodul muntean semnează la Brașov un tratat de alianță cu regele ungar Sigismund. Neavând la el pecetea cea mare, Mircea confirmă cu sigiliul cel mic, reprezentând un leu rampant. De asemenea, la înnoirea tratatului cu Polonia, în 1411, Mircea folosește atât sigiliul de stat, cât și pe cel mic.
Vezi și: Stema Țării Românești
Stema dinastică a lui Mircea, regăsită pe monedele sale, prezintă un scut francez despicat cu primul câmp fasciat în 8 piese iar al doilea plin. Uneori, jumătatea fasciată apare în partea stângă a stemei. Pe ducați, această stemă este timbrată de un coif care are pe post de cimier acvila cruciată. Câmpul plin al scutului este marcat deseori cu diverse sigle servind ca indicații de emisiune și de ateliere monetare.
În cronica lui Ulrich von Richental (copia de la Aulendorf, din 1483) se află și o stemă atribuită „principelui Despot al Țării Românești”, care prezintă un scut de argint încărcat cu un leu negru încoronat, profilat spre dreapta. Tot în această copie (căci originalul s-a pierdut) se regăsește și stema voievodului Valahiei Mici (Olteniei) (ori a boierului Dobromir după unele variante), anume un scut de argint ce cuprinde un leu încoronat, profilat spre dreapta, și însoțit de o semilună în partea inferioară și de o stea în cea superioară. În copia din 1536 a cronicii mai există încă o stemă pentru Țara Românească înfățișând pe un scut de argint doi negri adorsați, goi, dansând. Aceste steme, precum și cele care desemnau Moldova (trei capete de negri) au dat naștere la numeroase supoziții și discuții între istorici.

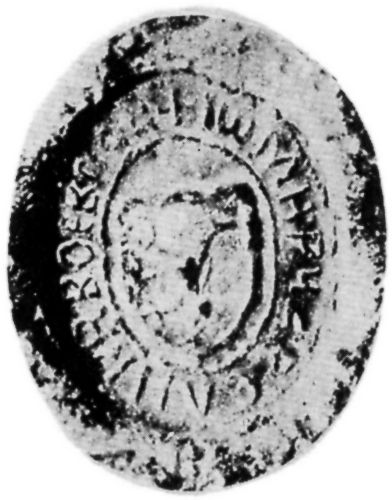
Sigiliul cel mic al lui Mircea aplicat pe tratatul cu Polonia în 1411
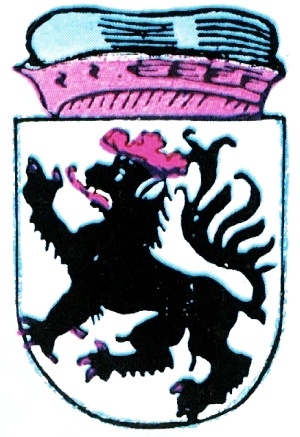
Stema Țării Românești în cronica lui Ulrich von Richental (varianta din 1483)
Stema Olteniei (ori a boierului Dobromir) în cronica lui Ulrich von Richental (varianta din 1483)
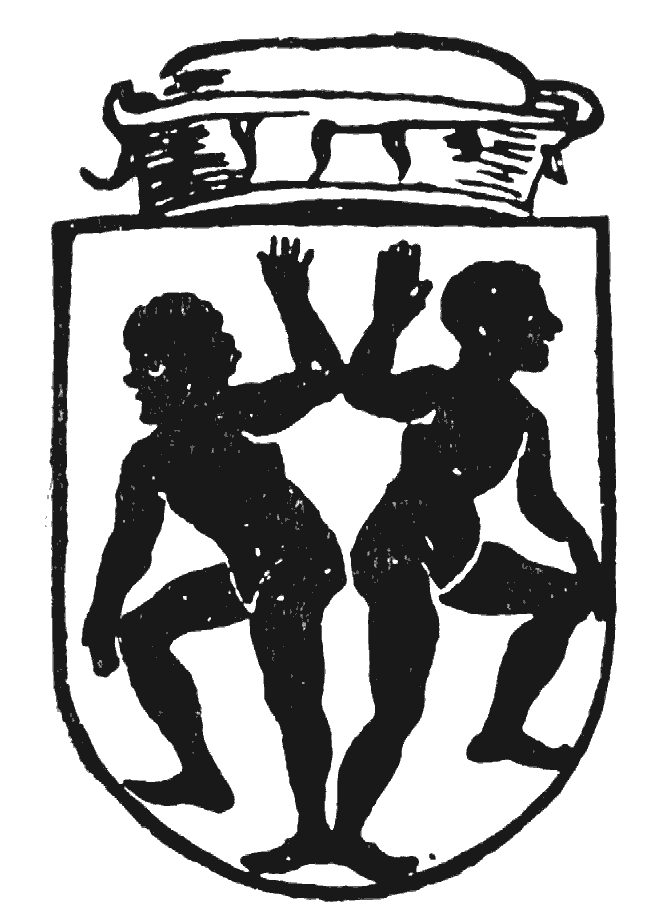
Stemă atribuită eronat Țării Românești în cronica lui Ulrich von Richental (varianta din 1536)

## Mircea cel Bătrân în conștiința urmașilor

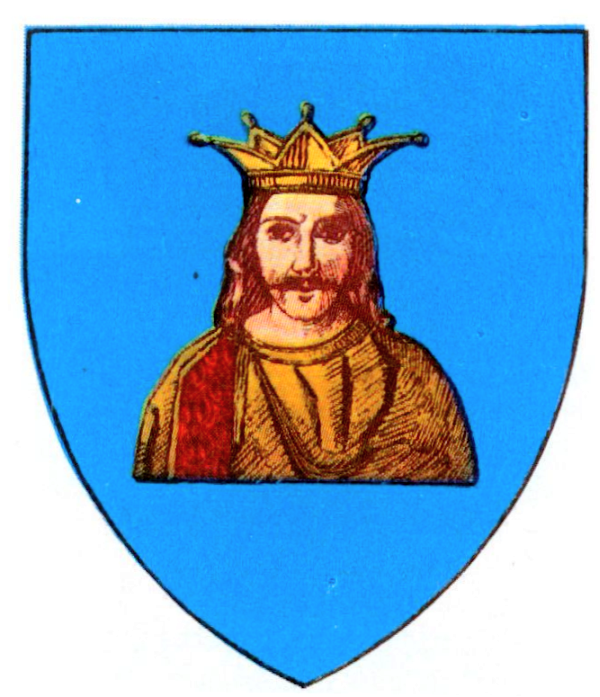
Stema județului Durostor

Voievodul muntean a fost evocat de-a lungul vremii în literatură (Grigore Alexandrescu - „Umbra lui Mircea. La Cozia” în 1844, Dimitrie Bolintineanu „Viața lui Vlad Țepeș Vodă și Mircea cel Bătrân” în 1863 și poezia „Mircea cel Mare și solii”, Mihai Eminescu - „Scrisoarea III” în 1881, D. Ciurezu - „Noaptea-n miez la mănăstire”, Eugen Jebeleanu - „Cozia”, Ion Brad - „Epitaf la mănăstirea Cozia”, Victor Tulbure - „Mircea”, Ioan Alexandru - „Imnul lui Mircea cel Bătrân”, Dan Ioan - „Cavalerii Ordinului Basarab”),teatru Dan Tarchila - Io , Mircea Voievod , sculptură (statui în Piața Centrală din Târgoviște, în Râmnicu Vâlcea, Pitești, Turnu Măgurele, Tulcea, București, Constanța), pictură (în special frescele ctitoriilor), film (Sergiu Nicolaescu - „Mircea” în 1989). De asemenea, o serie de instituții de învățământ (colegii naționale din Constanța și Râmnicu Vâlcea, Academia Navală din Constanța ce administrează și bricul Mircea etc.), străzi, piețe și cartiere poartă numele marelui domnitor.
Epoca lui Mircea a beneficiat de o atenție largă a specialiștilor în istorie și disciplinele conexe, elaborându-se un important număr de lucrări în acest sens. Chipul domnitorului a figurat și pe stema județului Durostor, în perioada interbelică, ca simbol al stăpânirii sale pe acel teritoriu.

### Emisiuni monetare comemorative

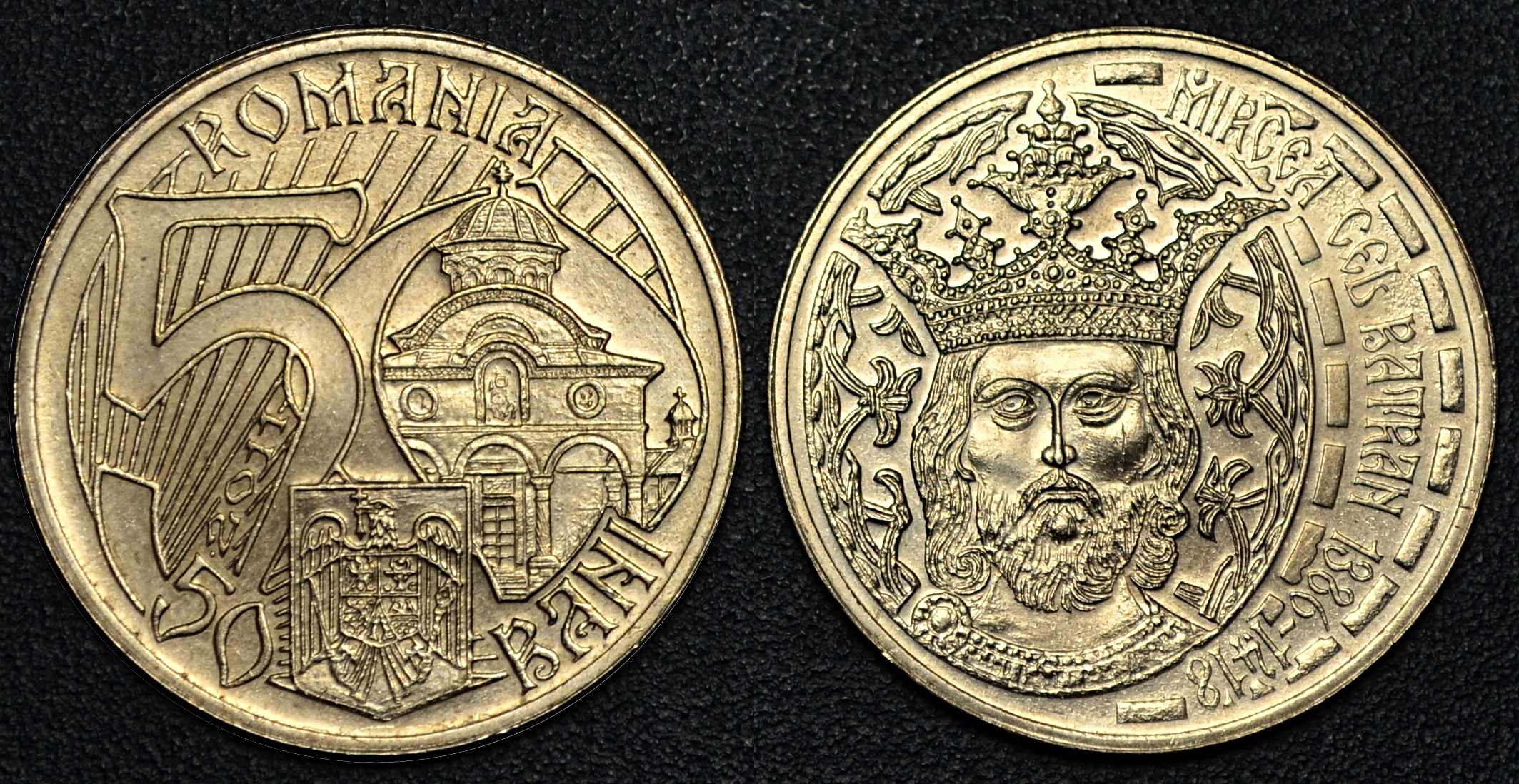
Moneda comemorativă de circulație, cu valoarea nominală de 50 bani „Mircea cel Bătrân” 2011

La 12 septembrie 2011, Banca Națională a României a pus în circulație o monedă de alamă, cu valoare nominală de 50 bani „Mircea cel Bătrân”, dedicată aniversării a 625 de ani de la urcarea pe tron a domnitorului Mircea cel Bătrân. Are pe avers, suprapus parțial peste un cerc hașurat, un grupaj de elemente: inscripțiile „ROMANIA“ și „50”, un fragment din imaginea mănăstirii Cozia, anul de emisiune „2011”, valoarea nominală a monedei „50 BANI” și stema României, iar pe revers portretul domnitorului Mircea cel Bătrân într-un medalion oval și inscripția în arc de cerc „MIRCEA CEL BATRAN 1386-1418” pe un fundal care sugerează un ornament mural de pe biserica mănăstirii Cozia. Are aceleași caracteristici tehnice cu monedele aflate în circulație la cupiura de 50 bani și va circula în paralel cu monedele de 50 bani, emisiunea 2005 și emisiunea 2010. Simultan, Banca Națională a României a lansat în circuitul numismatic o monedă din aur, de calitate „proof”, pentru colecționare, cu valoare nominală de 200 lei, dedicată aniversării urcării pe tron a voievodului Mircea cel Bătrân.